# ВТБ јунајтед лига 2011/12.
ВТБ јунајтед лига 2011/12. била је трећа комплетна сезона ВТБ јунајтед лиге. Почела је у септембру 2011. године првим колом регуларног дела сезоне, а завршила се у мај 2012. године финалном утакмицом.
ЦСКА Москва је освојио 3. шампионску титулу у такмичењу.

## Формат
У регуларном делу сезоне тимови су били подељени у две групе од по 9 екипа. Првопласиране екипе из обе групе оствариле су пласман на фајнал фор. Другопласиране екипе из обе групе оствариле су пласман у четвртфинале плеј-офа. Трећепласиране и четвртопласиране екипе из обе групе оствариле су пласман у осмину финала плеј-офа.

## Тимови
Укупно 18 тимова из девет земаља такмичи се у лиги, укључујући осам из Русије, по две из Литваније и Украјине, по једну из Белорусије, Естоније, Казахстана, Летоније, Пољске и Чешке.

## Квалификације
Квалификациони турнир одржан је од 27. септембра до 1. октобра 2011. године у литванском граду Шјауљају. У првом кругу шест екипа су биле распоређене у две групе. По две првопласиране екипе из обе групе оствариле су пласман у финалну групу, где су пренеле резултат из међусобних дуела. Две првопласиране екипе у финалној групи оствариле су пласман у регуларни део сезоне ВТБ лиге 2011/2012. Такође су оствариле и право наступа у ФИБА Еврочеленџу 2011/2012.

### Учесници
| Учесници квалификација | Учесници квалификација | Учесници квалификација | Учесници квалификација |
|                        | Држава                 | Клуб                   | Европска такмичења     |
| 2                      | Русија                 | Краснаја крила         | ФИБА Еврочеленџ        |
| 2                      | Русија                 | Јенисеј                | ФИБА Еврочеленџ        |
| 1                      | Украјина               | Дњипро                 |                        |
| 1                      | Литванија              | Шјауљај                |                        |
| 1                      | Финска                 | Торпан појат           |                        |
| 1                      | Пољска                 | Анвил                  |                        |
| ---------------------- | ---------------------- | ---------------------- | ---------------------- |

### Група А
|   | Тим          | Игр. | Поб. | Изг. | П+  | П-  | П+/- | Бод |
| - | ------------ | ---- | ---- | ---- | --- | --- | ---- | --- |
| 1 | Јенисеј      | 2    | 2    | 0    | 168 | 122 | +46  | 4   |
| 2 | Анвил        | 2    | 1    | 1    | 160 | 155 | +5   | 3   |
| 3 | Торпан појат | 2    | 0    | 2    | 128 | 179 | -51  | 2   |

Легенда:
| 27. септембар 2011. 17:00 |                                                                               | Јенисеј | 83 : 66                                              | Анвил | Шјауљајска арена, Шјауљај Судије: Владимир Драбиковски, Јургис Лавринавичијус, Арнис Озолс |  |
| 27. септембар 2011. 17:00 | Четвртине: 22:11, 15:25, 24:19, 22:11                                         |         |                                                      |       | Шјауљајска арена, Шјауљај Судије: Владимир Драбиковски, Јургис Лавринавичијус, Арнис Озолс |  |
| 27. септембар 2011. 17:00 | Поени: Лони Бакстер 23 Скокови: Елмедин Кикановић 7 Асистенције: Афик Нисим 4 |         | Корсли Едвардс 15 Корсли Едвардс 8 Кристоф Шубарга 3 |       | Шјауљајска арена, Шјауљај Судије: Владимир Драбиковски, Јургис Лавринавичијус, Арнис Озолс |  |

| 28. септембар 2011. 17:00 |                                                                                   | Анвил | 94 : 72                                           | Торпан појат | Шјауљајска арена, Шјауљај Судије: Владимир Драбиковски, Александар Горшков, Јургис Лавринавичијус |  |
| 28. септембар 2011. 17:00 | Четвртине: 22:14, 21:22, 29:17, 22:19                                             |       |                                                   |              | Шјауљајска арена, Шјауљај Судије: Владимир Драбиковски, Александар Горшков, Јургис Лавринавичијус |  |
| 28. септембар 2011. 17:00 | Поени: Корсли Едвардс 35 Скокови: Корсли Едвардс 13 Асистенције: Лукаш Мајевски 9 |       | Карл Линдбом 16 Џејсон Стампер 8 Јарко Каилонен 5 |              | Шјауљајска арена, Шјауљај Судије: Владимир Драбиковски, Александар Горшков, Јургис Лавринавичијус |  |

| 29. септембар 2011. 17:00 |                                                                                           | Торпан појат | 56 : 85                                                             | Јенисеј | Шјауљајска арена, Шјауљај Судије: Владимир Драбиковски, Иво Долинек, Арнис Озолс |  |
| 29. септембар 2011. 17:00 | Четвртине: 16:15, 14:36, 15:13, 11:21                                                     |              |                                                                     |         | Шјауљајска арена, Шјауљај Судије: Владимир Драбиковски, Иво Долинек, Арнис Озолс |  |
| 29. септембар 2011. 17:00 | Поени: Тимоти Фрост 13 Скокови: Џонатан Херд 8 Асистенције: Чејс Грифин, Џејсон Стампер 3 |              | Андреј Трушкин , Марко Мариновић 14 Андреј Трушкин 8 Јасмин Хукић 4 |         | Шјауљајска арена, Шјауљај Судије: Владимир Драбиковски, Иво Долинек, Арнис Озолс |  |

### Група Б
|   | Тим            | Игр. | Поб. | Изг. | П+  | П-  | П+/- | Бод |
| - | -------------- | ---- | ---- | ---- | --- | --- | ---- | --- |
| 1 | Краснаја крила | 2    | 2    | 0    | 196 | 161 | +35  | 4   |
| 2 | Дњипро         | 2    | 1    | 1    | 171 | 182 | -9   | 3   |
| 3 | Шјауљај        | 2    | 0    | 2    | 162 | 186 | -24  | 2   |

Легенда:
| 27. септембар 2011. 19:30 |                                                                         | Краснаја крила | 98 : 78                                             | Шјауљај | Шјауљајска арена, Шјауљај Судије: Елијас Коромилас, Иво Долинек, Јануш Цалик |  |
| 27. септембар 2011. 19:30 | Четвртине: 26:16, 24:21, 28:18, 20:23                                   |                |                                                     |         | Шјауљајска арена, Шјауљај Судије: Елијас Коромилас, Иво Долинек, Јануш Цалик |  |
| 27. септембар 2011. 19:30 | Поени: Дехуан Блер 23 Скокови: Дехуан Блер 11 Асистенције: Арон Мајлс 7 |                | Дензел Боулс 14 Дензел Боулс 6 Миндагас Жукаускас 5 |         | Шјауљајска арена, Шјауљај Судије: Елијас Коромилас, Иво Долинек, Јануш Цалик |  |

| 28. септембар 2011. 19:30 |                                                                          | Шјауљај | 84 : 88                                   | Дњипро | Шјауљајска арена, Шјауљај Судије: Елијас Коромилас, Иво Долинек, Јануш Цалик |  |
| 28. септембар 2011. 19:30 | Четвртине: 21:13, 17:22, 21:23, 22:30                                    |         |                                           |        | Шјауљајска арена, Шјауљај Судије: Елијас Коромилас, Иво Долинек, Јануш Цалик |  |
| 28. септембар 2011. 19:30 | Поени: 3 играча по 12 Скокови: Дензел Боулс 12 Асистенције: Рашон Брад 7 |         | Чарлс Томас 19 Чарлс Томас 14 Стив Берт 4 |        | Шјауљајска арена, Шјауљај Судије: Елијас Коромилас, Иво Долинек, Јануш Цалик |  |

| 29. септембар 2011. 19:30 |                                                                           | Дњипро | 83 : 98                                           | Краснаја крила | Шјауљајска арена, Шјауљај Судије: Елијас Коромилас, Иво Долинек, Јануш Цалик |  |
| 29. септембар 2011. 19:30 | Четвртине: 25:23, 15:22, 27:28, 16:25                                     |        |                                                   |                | Шјауљајска арена, Шјауљај Судије: Елијас Коромилас, Иво Долинек, Јануш Цалик |  |
| 29. септембар 2011. 19:30 | Поени: Стив Берт 30 Скокови: Максим Корнијенко 9 Асистенције: Дерик Лоу 4 |        | Јевгениј Колесников 22 Дехуан Блер 7 Брајон Раш 7 |                | Шјауљајска арена, Шјауљај Судије: Елијас Коромилас, Иво Долинек, Јануш Цалик |  |

## Финална група
|   | Тим             | Игр. | Поб. | Изг. | П+  | П-  | П+/- | Бод |
| - | --------------- | ---- | ---- | ---- | --- | --- | ---- | --- |
| 1 | Краснаја крила  | 3    | 3    | 0    | 283 | 245 | +38  | 6   |
| 2 | Јенисеј         | 3    | 2    | 1    | 249 | 227 | +22  | 5   |
| 3 | Дњипро          | 3    | 1    | 2    | 237 | 250 | -13  | 4   |
| 4 | Анвил Влоцлавек | 3    | 0    | 3    | 214 | 261 | -47  | 3   |

Легенда:
| 30. септембар 2011. 17:00 |                                                                               | Јенисеј | 83 : 75                                          | Дњипро | Шјауљајска арена, Шјауљај Судије: Иво Долинек, Елијас Коромилас, Јануш Цалик |  |
| 30. септембар 2011. 17:00 | Четвртине: 16:19, 19:17, 25:15, 23:24                                         |         |                                                  |        | Шјауљајска арена, Шјауљај Судије: Иво Долинек, Елијас Коромилас, Јануш Цалик |  |
| 30. септембар 2011. 17:00 | Поени: Андреј Трушкин 18 Скокови: Андреј Трушкин 10 Асистенције: Афик Нисим 5 |         | Стивен Берт 20 Максим Корнијенко 7 Стивен Берт 3 |        | Шјауљајска арена, Шјауљај Судије: Иво Долинек, Елијас Коромилас, Јануш Цалик |  |

| 30. септембар 2011. 19:30 |                                                                              | Анвил Влоцлавек | 79 : 99                                    | Краснаја крила | Шјауљајска арена, Шјауљај Судије: Владимир Драбиковски, Јургис Лавринавичијус, Арнис Озолс |  |
| 30. септембар 2011. 19:30 | Четвртине: 26:29, 20:26, 17:26, 16:18                                        |                 |                                            |                | Шјауљајска арена, Шјауљај Судије: Владимир Драбиковски, Јургис Лавринавичијус, Арнис Озолс |  |
| 30. септембар 2011. 19:30 | Поени: Корсли Едвардс 25 Скокови: Сеид Хајрић 7 Асистенције: Дардан Бериша 4 |                 | Дехуан Блер 23 Дехуан Блер 12 Арон Мајлс 8 |                | Шјауљајска арена, Шјауљај Судије: Владимир Драбиковски, Јургис Лавринавичијус, Арнис Озолс |  |

| 1. октобар 2011. 17:00 | | Јенисеј | 83 : 86                                          | Краснаја крила | Шјауљајска арена, Шјауљај Судије: Владимир Драбиковски, Елијас Коромилас, Јургис Лавринавичијус |  |
| 1. октобар 2011. 17:00 | Четвртине: 29:15, 11:32, 22:23, 21:16                                                               |         |                                                  |                | Шјауљајска арена, Шјауљај Судије: Владимир Драбиковски, Елијас Коромилас, Јургис Лавринавичијус |  |
| 1. октобар 2011. 17:00 | Поени: Андреј Комаровски, Јасмин Хукић 15 Скокови: Андреј Трушкин 9 Асистенције: Вјачеслав Зајцев 5 |         | Брајон Раш 18 Јевгениј Колесников 7 Брајон Раш 3 |                | Шјауљајска арена, Шјауљај Судије: Владимир Драбиковски, Елијас Коромилас, Јургис Лавринавичијус |  |

| 1. октобар 2011. 19:00 |                                                                                    | Анвил Влоцлавек | 69 : 79                                           | Дњипро | Шјауљајска арена, Шјауљај Судије: Александр Горшков, Иво Долинек, Арнис Озолс |  |
| 1. октобар 2011. 19:00 | Четвртине: 24:21, 19:23, 12:15, 14:20                                              |                 |                                                   |        | Шјауљајска арена, Шјауљај Судије: Александр Горшков, Иво Долинек, Арнис Озолс |  |
| 1. октобар 2011. 19:00 | Поени: Корсли Едвардс 19 Скокови: Корсли Едвардс 12 Асистенције: Кристоф Шубарга 6 |                 | Стивен Берт 18 Максим Корнијенко 12 Стивен Берт 5 |        | Шјауљајска арена, Шјауљај Судије: Александр Горшков, Иво Долинек, Арнис Озолс |  |

### Табела
|   | Тим            | Игр. | Поб. | Изг. | П+   | П-   | П+/- | Бод |
| - | -------------- | ---- | ---- | ---- | ---- | ---- | ---- | --- |
| 1 | УНИКС          | 16   | 14   | 2    | 1229 | 1025 | +204 | 30  |
| 2 | Химки          | 16   | 12   | 4    | 1299 | 1169 | +130 | 28  |
| 3 | Жалгирис       | 16   | 9    | 7    | 1297 | 1219 | +78  | 25  |
| 4 | Нижњи Новгород | 16   | 8    | 8    | 1272 | 1256 | +16  | 24  |
| 5 | ВЕФ            | 16   | 8    | 8    | 1240 | 1284 | -44  | 24  |
| 6 | Краснаја крила | 16   | 7    | 9    | 1172 | 1194 | -22  | 23  |
| 7 | Астана         | 16   | 7    | 9    | 1199 | 1274 | -75  | 23  |
| 8 | Будивељник     | 16   | 5    | 11   | 1201 | 1271 | -70  | 21  |
| 9 | Калев          | 16   | 2    | 14   | 1118 | 1335 | -217 | 18  |

Легенда:

## Резултати
Домаћини су наведени у левој колони.
| Екипа          | АСТ   | БУД   | ВЕФ    | ЖАЛ   | КАЛ    | КК    | НН    | УНИ   | ХИМ    |
| -------------- | ----- | ----- | ------ | ----- | ------ | ----- | ----- | ----- | ------ |
| Астана         | XXX   | 91:85 | 73:83  | 86:78 | 92:72  | 76:81 | 63:75 | 68:87 | 84:73  |
| Будивељник     | 71:82 | XXX   | 99:89  | 79:90 | 51:65  | 80:72 | 80:76 | 70:72 | 75:92  |
| ВЕФ            | 84:62 | 68:60 | XXX    | 88:79 | 103:89 | 67:59 | 92:97 | 85:99 | 75:85  |
| Жалгирис       | 82:66 | 74:58 | 93:56  | XXX   | 97:65  | 84:82 | 86:92 | 73:77 | 95:94  |
| Калев          | 73:75 | 81:73 | 71:78  | 70:84 | XXX    | 63:77 | 62:92 | 64:73 | 68:100 |
| Краснаја крила | 99:72 | 90:89 | 72:80  | 59:79 | 81:76  | XXX   | 75:70 | 55:66 | 64:68  |
| Нижњи Новгород | 69:80 | 78:79 | 102:88 | 85:79 | 83:72  | 81:73 | XXX   | 65:73 | 77:79  |
| УНИКС          | 77:63 | 61:58 | 67:58  | 79:52 | 100:55 | 76:65 | 83:57 | XXX   | 65:69  |
| Химки          | 85:66 | 90:94 | 77:54  | 83:72 | 76:65  | 67:68 | 84:73 | 76:74 | XXX    |

## Хронолошки резултати

### Септембар
| 29. септембар 2011. 18:45 |                                                                                   | Калев | 70 : 84                                                   | Жалгирис | Саку Сурхал арена, Талин Судије: Борис Шуљга, Игор Деменков, Максим Количев |  |
| 29. септембар 2011. 18:45 | Четвртине: 23:22, 11:20, 18:15, 18:27                                             |       |                                                           |          | Саку Сурхал арена, Талин Судије: Борис Шуљга, Игор Деменков, Максим Количев |  |
| 29. септембар 2011. 18:45 | Поени: Армандс Шкеле 19 Скокови: Николај Варбанов 6 Асистенције: Павел Улијанко 4 |       | Тадас Климавичијус 15 Тадас Климавичијус 11 3 играча по 3 |          | Саку Сурхал арена, Талин Судије: Борис Шуљга, Игор Деменков, Максим Количев |  |

### Октобар
| 2. октобар 2011. 18:00 |                                                                              | УНИКС | 77 : 63                                                    | Астана | Баскет хол Казањ, Казањ Судије: Илија Белошевић, Оскарс Лучис, Борис Шуљга |  |
| 2. октобар 2011. 18:00 | Четвртине: 23:19, 26:23, 16:6, 12:15                                         |       |                                                            |        | Баскет хол Казањ, Казањ Судије: Илија Белошевић, Оскарс Лучис, Борис Шуљга |  |
| 2. октобар 2011. 18:00 | Поени: Кели Макарти 21 Скокови: Мајк Вилкинсон 10 Асистенције: 3 играча по 3 |       | Ерик Вилијамс, Џери Џонсон 18 Ерик Вилијамс 9 Рол Маршал 4 |        | Баскет хол Казањ, Казањ Судије: Илија Белошевић, Оскарс Лучис, Борис Шуљга |  |

| 9. октобар 2011. 14:00 |                                                                                      | Будивељник | 51 : 65                                                           | Калев | Спортски комплекс Меридијан, Кијев Судије: Томас Јасевичијус, Сергеј Буланов, Арсен Андрјушкин |  |
| 9. октобар 2011. 14:00 | Четвртине: 13:23, 12:16, 11:14, 15:12                                                |            |                                                                   |       | Спортски комплекс Меридијан, Кијев Судије: Томас Јасевичијус, Сергеј Буланов, Арсен Андрјушкин |  |
| 9. октобар 2011. 14:00 | Поени: Михаил Анисимов 19 Скокови: Михаил Анисимов 12 Асистенције: Роландас Алијев 4 |            | Павел Улијанко 17 Армандс Шкеле 8 Герт Дорбек, Армандс Шкеле по 3 |       | Спортски комплекс Меридијан, Кијев Судије: Томас Јасевичијус, Сергеј Буланов, Арсен Андрјушкин |  |

| 9. октобар 2011. 17:00 |                                                                              | Астана | 86 : 78                                               | Жалгирис | Сарјарка велодром, Астана Судије: Владимир Драбиковски, Сергеј Круг, Фјодор Дмитријев |  |
| 9. октобар 2011. 17:00 | Четвртине: 11:15, 24:23, 23:24, 28:16                                        |        |                                                       |          | Сарјарка велодром, Астана Судије: Владимир Драбиковски, Сергеј Круг, Фјодор Дмитријев |  |
| 9. октобар 2011. 17:00 | Поени: Бранко Цветковић 18 Скокови: Горан Ћакић 6 Асистенције: Џери Џонсон 7 |        | Паулијус Јанкунас 19 Робертас Јавтокас 8 Тај Лоусон 4 |          | Сарјарка велодром, Астана Судије: Владимир Драбиковски, Сергеј Круг, Фјодор Дмитријев |  |

| 11. октобар 2011. 19:00 |                                                                                     | УНИКС | 83 : 57                                        | Нижњи Новгород | Баскет хол Казањ, Казањ Судије: Сергеј Михаилов, Антон Махлин, Рафаел Ганијев |  |
| 11. октобар 2011. 19:00 | Четвртине: 24:15, 24:13, 14:15, 21:14                                               |       |                                                |                | Баскет хол Казањ, Казањ Судије: Сергеј Михаилов, Антон Махлин, Рафаел Ганијев |  |
| 11. октобар 2011. 19:00 | Поени: Хенри Домеркант 14 Скокови: Мајк Вилкинсон 5 Асистенције: Пјотр Самојленко 5 |       | Михал Игнерски 9 Иван Паунић 5 Немања Протић 5 |                | Баскет хол Казањ, Казањ Судије: Сергеј Михаилов, Антон Махлин, Рафаел Ганијев |  |

| 11. октобар 2011. 19:30 |                                                                            | ВЕФ | 75 : 85                                               | Химки | Арена Рига, Рига Судије: Оскар Леферт, Петери Ментиле, Томаш Кудлицки |  |
| 11. октобар 2011. 19:30 | Четвртине: 11:16, 18:22, 26:19, 20:28                                      |     |                                                       |       | Арена Рига, Рига Судије: Оскар Леферт, Петери Ментиле, Томаш Кудлицки |  |
| 11. октобар 2011. 19:30 | Поени: Кортни Симс 19 Скокови: Кортни Симс 12 Асистенције: Кертис Милајг 4 |     | Крешимир Лончар 19 Тимофеј Мозгов 9 Дмитриј Хвостов 5 |       | Арена Рига, Рига Судије: Оскар Леферт, Петери Ментиле, Томаш Кудлицки |  |

| 13. октобар 2011. 18:45 |                                                                               | Калев | 68 : 100                                                            | Химки | Саку Сурхал арена, Талин Судије: Оскар Лефверт, Томаш Кудлицки, Ингус Бауманис |  |
| 13. октобар 2011. 18:45 | Четвртине: 10:21, 21:24, 19:32, 18:23                                         |       |                                                                     |       | Саку Сурхал арена, Талин Судије: Оскар Лефверт, Томаш Кудлицки, Ингус Бауманис |  |
| 13. октобар 2011. 18:45 | Поени: Грегор Арбет 13 Скокови: Николај Варбанов 6 Асистенције: 4 играча по 2 |       | Тимофеј Мозгов 15 Тимофеј Мозгов, Сергеј Моња по 8 Зоран Планинић 5 |       | Саку Сурхал арена, Талин Судије: Оскар Лефверт, Томаш Кудлицки, Ингус Бауманис |  |

| 14. октобар 2011. 19:10 |                                                                                             | Нижњи Новгород | 78 : 79                                          | Будивељник | Палата спортова Нижњи Новгород, Нижњи Новгород Судије: Луиђи Ламоника, Мирослав Томов, Александар Сирица |  |
| 14. октобар 2011. 19:10 | Четвртине: 23:21, 25:19, 16:22, 14:17                                                       |                |                                                  |            | Палата спортова Нижњи Новгород, Нижњи Новгород Судије: Луиђи Ламоника, Мирослав Томов, Александар Сирица |  |
| 14. октобар 2011. 19:10 | Поени: Иван Паунић 19 Скокови: Иван Паунић 9 Асистенције: Ернест Бремер, Немања Протић по 4 |                | Зак Морли 19 Андреј Агафонов 8 Михаил Анисимов 4 |            | Палата спортова Нижњи Новгород, Нижњи Новгород Судије: Луиђи Ламоника, Мирослав Томов, Александар Сирица |  |

| 14. октобар 2011. 19:15 | | Жалгирис | 84 : 82                                                    | Краснаја крила | Жалгирис арена, Каунас Судије: Олег Латишев, Ладо Шаро, Сергеј Зашчук |  |
| 14. октобар 2011. 19:15 | Четвртине: 27:18, 17:19, 20:18, 20:27                                                                         |          |                                                            |                | Жалгирис арена, Каунас Судије: Олег Латишев, Ладо Шаро, Сергеј Зашчук |  |
| 14. октобар 2011. 19:15 | Поени: Миндаугас Кузминскас 16 Скокови: Паулијус Јанкунас 7 Асистенције: Тај Лоусон, Томас Делининкајтис по 4 |          | Џо Александер 16 Драган Лабовић 6 Брајон Раш, Арон Мајлс 6 |                | Жалгирис арена, Каунас Судије: Олег Латишев, Ладо Шаро, Сергеј Зашчук |  |

| 16. октобар 2011. 17:00 |                                                                                   | Астана | 73 : 83                                                     | ВЕФ | Сарјарка велодром, Астана Судије: Борис Рижик, Сергеј Михаилов, Антон Махлин |  |
| 16. октобар 2011. 17:00 | Четвртине: 21:22, 12:19, 21:22, 19:20                                             |        |                                                             |     | Сарјарка велодром, Астана Судије: Борис Рижик, Сергеј Михаилов, Антон Махлин |  |
| 16. октобар 2011. 17:00 | Поени: Бранко Цветковић 19 Скокови: Ерик Вилијамс 6 Асистенције: Игор Милошевић 5 |        | Кристапс Јаниченокс 19 Тајлер Кејн 14 Кристапс Јаниченокс 4 |     | Сарјарка велодром, Астана Судије: Борис Рижик, Сергеј Михаилов, Антон Махлин |  |

| 16. октобар 2011. 18:00 |                                                                                    | Химки | 76 : 74                                        | УНИКС | Кошаркашки центар Химки, Химки Судије: Сергеј Буланов, Сергеј Круг, Александар Горшков |  |
| 16. октобар 2011. 18:00 | Четвртине: 24:16, 15:19, 26:22, 11:17                                              |       |                                                |       | Кошаркашки центар Химки, Химки Судије: Сергеј Буланов, Сергеј Круг, Александар Горшков |  |
| 16. октобар 2011. 18:00 | Поени: Виталиј Фридзон 18 Скокови: Тимофеј Мозгов 11 Асистенције: Тимофеј Мозгов 4 |       | Хенри Домеркант 20 Мајк Вилкинсон 6 Лин Грир 5 |       | Кошаркашки центар Химки, Химки Судије: Сергеј Буланов, Сергеј Круг, Александар Горшков |  |

| 20. октобар 2011. 19:00 |                                                                                              | Краснаја крила | 75 : 70                                             | Нижњи Новгород | МТЛ арена, Самара Судије: Александар Горшков, Генадиј Пономарјов, Јевгениј Ветров |  |
| 20. октобар 2011. 19:00 | Четвртине: 19:22, 27:17, 7:17, 22:14                                                         |                |                                                     |                | МТЛ арена, Самара Судије: Александар Горшков, Генадиј Пономарјов, Јевгениј Ветров |  |
| 20. октобар 2011. 19:00 | Поени: Фјодор Лихолитов 16 Скокови: Фјодор Лихолитов 7 Асистенције: Брајон Раш, Арон Мајлс 5 |                | Михал Игнерски 20 Михал Игнерски 10 Ернест Бремер 6 |                | МТЛ арена, Самара Судије: Александар Горшков, Генадиј Пономарјов, Јевгениј Ветров |  |

| 29. октобар 2011. 17:00 |                                                                            | Жалгирис | 86 : 92                                             | Нижњи Новгород | Жалгирис арена, Каунас Судије: Борис Рижик, Оскарс Лучис, Марек Малишевски |  |
| 29. октобар 2011. 17:00 | Четвртине: 21:28, 21:18, 24:24, 20:22                                      |          |                                                     |                | Жалгирис арена, Каунас Судије: Борис Рижик, Оскарс Лучис, Марек Малишевски |  |
| 29. октобар 2011. 17:00 | Поени: Паулијус Јанкунас 17 Скокови: Сони Вимс 9 Асистенције: Тај Лоусон 4 |          | Семјон Антонов 24 Семјон Антонов 6 Ернест Бремер 11 |                | Жалгирис арена, Каунас Судије: Борис Рижик, Оскарс Лучис, Марек Малишевски |  |

| 29. октобар 2011. 14:00 |                                                                                              | Будивељник | 75 : 92                                                          | Химки | Спортски комплекс Меридијан, Кијев Судије: Иво Долинек, Олег Латишев, Александар Сирица |  |
| 29. октобар 2011. 14:00 | Четвртине: 21:22, 17:28, 17:22, 20:20                                                        |            |                                                                  |       | Спортски комплекс Меридијан, Кијев Судије: Иво Долинек, Олег Латишев, Александар Сирица |  |
| 29. октобар 2011. 14:00 | Поени: Андреј Агафонов 14 Скокови: Зак Морли 6 Асистенције: Денис Лукашов, Роландас Алијев 3 |            | Тимофеј Мозгов 13 Томас Келати, Остин Деј по 5 Дмитриј Хвостов 7 |       | Спортски комплекс Меридијан, Кијев Судије: Иво Долинек, Олег Латишев, Александар Сирица |  |

| 30. октобар 2011. 17:00 | | Краснаја крила | 81 : 76                                   | Калев | МТЛ арена, Самара Судије: Сергеј Зашчук, Апостолос Калпакас, Мартинас Гудас |  |
| 30. октобар 2011. 17:00 | Четвртине: 20:17, 21:19, 17:11, 23:29                                                                |                |                                           |       | МТЛ арена, Самара Судије: Сергеј Зашчук, Апостолос Калпакас, Мартинас Гудас |  |
| 30. октобар 2011. 17:00 | Поени: Драган Лабовић 27 Скокови: Јевгениј Колесников, Арон Мајлс по 6 Асистенције: Драган Лабовић 6 |                | Павел Улијанко 19 Бамба Фол 9 Танел Сок 4 |       | МТЛ арена, Самара Судије: Сергеј Зашчук, Апостолос Калпакас, Мартинас Гудас |  |

| 30. октобар 2011. 17:00 |                                                                                  | ВЕФ | 85 : 99                                  | УНИКС | Арена Рига, Рига Судије: Борис Рижик, Петри Ментиле, Марек Малишевски |  |
| 30. октобар 2011. 17:00 | Четвртине: 24:25, 16:23, 24:19, 21:32                                            |     |                                          |       | Арена Рига, Рига Судије: Борис Рижик, Петри Ментиле, Марек Малишевски |  |
| 30. октобар 2011. 17:00 | Поени: Кортни Симс 24 Скокови: Кортни Симс 11 Асистенције: Кристапс Јаниченокс 5 |     | Терел Лидеј 24 Нејтан Џавај 7 Лин Грир 4 |       | Арена Рига, Рига Судије: Борис Рижик, Петри Ментиле, Марек Малишевски |  |

### Новембар
| 5. новембар 2011. 14:00 |                                                                                           | Будивељник | 80 : 72                                                                             | Краснаја крила | Спортски комплекс Меридијан, Кијев Судије: Јакуб Замојски, Ингус Бауманис, Миндаугас Вечерскис |  |
| 5. новембар 2011. 14:00 | Четвртине: 23:12, 12:16, 23:19, 22:25                                                     |            |                                                                                     |                | Спортски комплекс Меридијан, Кијев Судије: Јакуб Замојски, Ингус Бауманис, Миндаугас Вечерскис |  |
| 5. новембар 2011. 14:00 | Поени: Џек Маклинтон 26 Скокови: Зак Морли 8 Асистенције: Зак Морли, Роландас Алијев по 3 |            | Брајон Раш, Драган Лабовић по 18 Драган Лабовић 9 Брајон Раш, Фјодор Лихолитов по 2 |                | Спортски комплекс Меридијан, Кијев Судије: Јакуб Замојски, Ингус Бауманис, Миндаугас Вечерскис |  |

| 7. новембар 2011. 19:30 |                                                                                       | ВЕФ | 88 : 79                                                                    | Жалгирис | Арена Рига, Рига Судије: Јакуб Замојски, Сергеј Михаилов, Алексеј Давидов |  |
| 7. новембар 2011. 19:30 | Четвртине: 20:15, 21:26, 17:20, 30:18                                                 |     |                                                                            |          | Арена Рига, Рига Судије: Јакуб Замојски, Сергеј Михаилов, Алексеј Давидов |  |
| 7. новембар 2011. 19:30 | Поени: Кертис Милајг 20 Скокови: Антанас Кавалијаускас 7 Асистенције: Кертис Милајг 4 |     | Тај Лоусон 7 Робертас Јавтокас 8 Паулијус Јанкунас, Мантас Калнијетис по 3 |          | Арена Рига, Рига Судије: Јакуб Замојски, Сергеј Михаилов, Алексеј Давидов |  |

| 12. новембар 2011. 19:10 |                                                                             | Нижњи Новгород | 102 : 88                                       | ВЕФ | Палата спортова Нижњи Новгород, Нижњи Новгород Судије: Иво Долинек, Сергеј Зашчук, Александар Сирица |  |
| 12. новембар 2011. 19:10 | Четвртине: 35:25, 34:20, 11:23, 22:20                                       |                |                                                |     | Палата спортова Нижњи Новгород, Нижњи Новгород Судије: Иво Долинек, Сергеј Зашчук, Александар Сирица |  |
| 12. новембар 2011. 19:10 | Поени: Немања Протић 20 Скокови: Иван Паунић 7 Асистенције: Немања Протић 8 |                | Кортни Симс 24 Кортни Симс 11 Сандис Валтерс 5 |     | Палата спортова Нижњи Новгород, Нижњи Новгород Судије: Иво Долинек, Сергеј Зашчук, Александар Сирица |  |

| 12. новембар 2011. 17:00 |                                                                              | Астана | 92 : 72                                   | Калев | Сарјарка велодром, Астана Судије: Рафаел Ганијев, Максим Количев, Иља Путенко |  |
| 12. новембар 2011. 17:00 | Четвртине: 25:20, 24:19, 22:20, 21:13                                        |        |                                           |       | Сарјарка велодром, Астана Судије: Рафаел Ганијев, Максим Количев, Иља Путенко |  |
| 12. новембар 2011. 17:00 | Поени: Ерик Вилијамс 24 Скокови: Ерик Вилијамс 10 Асистенције: Џери Џонсон 7 |        | Павел Улијанко 17 Бамба Фол 5 Танел Сок 4 |       | Сарјарка велодром, Астана Судије: Рафаел Ганијев, Максим Количев, Иља Путенко |  |

| 13. новембар 2011. 18:00 |                                                                                        | УНИКС | 76 : 65                                       | Краснаја крила | Баскет хол Казањ, Казањ Судије: Срђан Дозаи, Томас Јасевичијус, Томаш Кудлицки |  |
| 13. новембар 2011. 18:00 | Четвртине: 17:15, 19:19, 21:10, 19:21                                                  |       |                                               |                | Баскет хол Казањ, Казањ Судије: Срђан Дозаи, Томас Јасевичијус, Томаш Кудлицки |  |
| 13. новембар 2011. 18:00 | Поени: Хенри Домеркант 20 Скокови: Алексеј Саврасенко 11 Асистенције: Мајк Вилкинсон 4 |       | Брајон Раш 17 Фјодор Лихолитов 7 Брајон Раш 5 |                | Баскет хол Казањ, Казањ Судије: Срђан Дозаи, Томас Јасевичијус, Томаш Кудлицки |  |

| 19. новембар 2011. 19:00 |                                                                                            | Химки | 85 : 66                                                              | Астана | Кошаркашки центар Химки, Химки Судије: Олег Латишев, Петри Ментиле, Роберт Виклицки |  |
| 19. новембар 2011. 19:00 | Четвртине: 22:14, 19:19, 22:22, 22:11                                                      |       |                                                                      |        | Кошаркашки центар Химки, Химки Судије: Олег Латишев, Петри Ментиле, Роберт Виклицки |  |
| 19. новембар 2011. 19:00 | Поени: Виталиј Фридзон, Крис Квин по 14 Скокови: Тимофеј Мозгов 8 Асистенције: Крис Квин 4 |       | Бранко Цветковић 16 Бранко Цветковић, Џери Џонсон по 4 Џери Џонсон 3 |        | Кошаркашки центар Химки, Химки Судије: Олег Латишев, Петри Ментиле, Роберт Виклицки |  |

| 20. новембар 2011. 18:00 |                                                                          | УНИКС | 79 : 52                                                                  | Жалгирис | Баскет хол Казањ, Казањ Судије: Олег Латишев, Петри Ментиле, Роберт Виклицки |  |
| 20. новембар 2011. 18:00 | Четвртине: 17:11, 20:13, 23:12, 19:16                                    |       |                                                                          |          | Баскет хол Казањ, Казањ Судије: Олег Латишев, Петри Ментиле, Роберт Виклицки |  |
| 20. новембар 2011. 18:00 | Поени: Владимир Веременко 18 Скокови: Лин Грир 8 Асистенције: Лин Грир 8 |       | Паулијус Јанкунас 14 Марко Поповић, Милован Раковић по 6 Марко Поповић 5 |          | Баскет хол Казањ, Казањ Судије: Олег Латишев, Петри Ментиле, Роберт Виклицки |  |

| 25. новембар 2011. 19:30 |                                                                                    | ВЕФ | 68 : 60                                         | Будивељник | Арена Рига, Рига Судије: Саша Пукл, Томас Јасевичијус, Александар Сирица |  |
| 25. новембар 2011. 19:30 | Четвртине: 13:24, 17:14, 14:16, 24:6                                               |     |                                                 |            | Арена Рига, Рига Судије: Саша Пукл, Томас Јасевичијус, Александар Сирица |  |
| 25. новембар 2011. 19:30 | Поени: Кристапс Јаниченокс 16 Скокови: Тајлер Кејн 9 Асистенције: Даирис Бертанс 3 |     | Артјом Параховски 14 Суад Шеховић 7 Зак Морли 5 |            | Арена Рига, Рига Судије: Саша Пукл, Томас Јасевичијус, Александар Сирица |  |

| 26. новембар 2011. 19:10 |                                                                              | Нижњи Новгород | 69 : 80                                                         | Астана | Палата спортова Нижњи Новгород, Нижњи Новгород Судије: Борис Шуљга, Сергеј Чебишев, Ингус Бауманис |  |
| 26. новембар 2011. 19:10 | Четвртине: 17:25, 17:23, 16:14, 19:18                                        |                |                                                                 |        | Палата спортова Нижњи Новгород, Нижњи Новгород Судије: Борис Шуљга, Сергеј Чебишев, Ингус Бауманис |  |
| 26. новембар 2011. 19:10 | Поени: Ернест Бремер 18 Скокови: Иван Нељубов 7 Асистенције: Ернест Бремер 9 |                | Ерик Вилијамс 22 Горан Ћакић 10 Ерик Вилијамс, Џери Џонсон по 4 |        | Палата спортова Нижњи Новгород, Нижњи Новгород Судије: Борис Шуљга, Сергеј Чебишев, Ингус Бауманис |  |

### Децембар
| 3. децембар 2011. 18:00 | | Химки | 83 : 72                                                | Жалгирис | Кошаркашки центар Химки, Химки Судије: Саша Пукл, Иво Долинек, Сергеј Зашчук |  |
| 3. децембар 2011. 18:00 | Четвртине: 31:19, 23:18, 13:17, 16:18                                                                |       |                                                        |          | Кошаркашки центар Химки, Химки Судије: Саша Пукл, Иво Долинек, Сергеј Зашчук |  |
| 3. децембар 2011. 18:00 | Поени: Виталиј Фридзон, Тимофеј Мозгов по 16 Скокови: Тимофеј Мозгов 4 Асистенције: Зоран Планинић 6 |       | Робертас Јавтокас 16 Мантас Калнијетис 4 4 играча по 3 |          | Кошаркашки центар Химки, Химки Судије: Саша Пукл, Иво Долинек, Сергеј Зашчук |  |

| 3. децембар 2011. 17:30 |                                                                           | Краснаја крила | 99 : 72                                                | Астана | МТЛ арена, Самара Судије: Јургис Лавринавичијус, Мирослав Томов, Јануш Цалик |  |
| 3. децембар 2011. 17:30 | Четвртине: 21:18, 27:19, 19:20, 32:15                                     |                |                                                        |        | МТЛ арена, Самара Судије: Јургис Лавринавичијус, Мирослав Томов, Јануш Цалик |  |
| 3. децембар 2011. 17:30 | Поени: Брајон Раш 23 Скокови: Драган Лабовић 10 Асистенције: Брајон Раш 3 |                | Ерик Вилијамс 18 Антон Пономарјов 6 Бранко Цветковић 3 |        | МТЛ арена, Самара Судије: Јургис Лавринавичијус, Мирослав Томов, Јануш Цалик |  |

| 4. децембар 2011. 18:00 |                                                                                            | УНИКС | 61 : 58                                                                    | Будивељник | Баскет хол Казањ, Казањ Судије: Саша Пукл, Јакуб Замојски, Иво Долинек |  |
| 4. децембар 2011. 18:00 | Четвртине: 16:18, 17:14, 11:9, 17:17                                                       |       |                                                                            |            | Баскет хол Казањ, Казањ Судије: Саша Пукл, Јакуб Замојски, Иво Долинек |  |
| 4. децембар 2011. 18:00 | Поени: Владимир Веременко 17 Скокови: Владимир Веременко 7 Асистенције: Пјотр Самојленко 3 |       | Роландас Алијев, Суад Шеховић по 11 Артјом Параховски 10 Роландас Алијев 4 |            | Баскет хол Казањ, Казањ Судије: Саша Пукл, Јакуб Замојски, Иво Долинек |  |

| 12. децембар 2011. 18:45 |                                                                               | Калев | 64 : 73                                | УНИКС | Саку Сурхал арена, Талин Судије: Томас Јасевичијус, Ладо Шаро, Дариуш Ленчовски |  |
| 12. децембар 2011. 18:45 | Четвртине: 25:20, 11:20, 12:14, 16:19                                         |       |                                        |       | Саку Сурхал арена, Талин Судије: Томас Јасевичијус, Ладо Шаро, Дариуш Ленчовски |  |
| 12. децембар 2011. 18:45 | Поени: Грегор Арбет 17 Скокови: Николај Варбанов 7 Асистенције: Герт Дорбек 3 |       | Лин Грир 11 Захар Пашутин 6 Лин Грир 6 |       | Саку Сурхал арена, Талин Судије: Томас Јасевичијус, Ладо Шаро, Дариуш Ленчовски |  |

| 15. децембар 2011. 18:00 |                                                                            | Будивељник | 71 : 82                                                              | Астана | Спортски комплекс Меридијан, Кијев Судије: Роберт Виклицки, Арнис Озолс, Марек Малишевски |  |
| 15. децембар 2011. 18:00 | Четвртине: 14:20, 13:23, 25:18, 19:21                                      |            |                                                                      |        | Спортски комплекс Меридијан, Кијев Судије: Роберт Виклицки, Арнис Озолс, Марек Малишевски |  |
| 15. децембар 2011. 18:00 | Поени: Зак Морли 16 Скокови: Суад Шеховић 6 Асистенције: Роландас Алијев 6 |            | Џери Џонсон, Бранко Цветковић по 17 Антон Пономарјов 8 Џери Џонсон 4 |        | Спортски комплекс Меридијан, Кијев Судије: Роберт Виклицки, Арнис Озолс, Марек Малишевски |  |

| 16. децембар 2011. 18:45 |                                                                          | Калев | 71 : 78                                                    | ВЕФ | Саку Сурхал арена, Талин Судије: Роберт Паулик, Александар Сирица, Миндаугас Вечерскис |  |
| 16. децембар 2011. 18:45 | Четвртине: 26:28, 13:15, 15:11, 17:24                                    |       |                                                            |     | Саку Сурхал арена, Талин Судије: Роберт Паулик, Александар Сирица, Миндаугас Вечерскис |  |
| 16. децембар 2011. 18:45 | Поени: Грегор Арбет 21 Скокови: 3 играча по 5 Асистенције: Герт Дорбек 3 |       | Кортни Симс 20 Кортни Симс, Тајлер Кејн 6 Даирис Бертанс 4 |     | Саку Сурхал арена, Талин Судије: Роберт Паулик, Александар Сирица, Миндаугас Вечерскис |  |

| 17. децембар 2011. 18:00 |                                                                                  | Химки | 84 : 73                                           | Нижњи Новгород | Кошаркашки центар Химки, Химки Судије: Миливоје Јовчић, Олег Латишев, Мартинас Гудас |  |
| 17. децембар 2011. 18:00 | Четвртине: 20:22, 23:14, 21:19, 20:18                                            |       |                                                   |                | Кошаркашки центар Химки, Химки Судије: Миливоје Јовчић, Олег Латишев, Мартинас Гудас |  |
| 17. децембар 2011. 18:00 | Поени: Крешимир Лончар 20 Скокови: Томас Келати 6 Асистенције: Виталиј Фридзон 5 |       | Ернест Бремер 19 Семјон Антонов 8 Ернест Бремер 4 |                | Кошаркашки центар Химки, Химки Судије: Миливоје Јовчић, Олег Латишев, Мартинас Гудас |  |

| 20. децембар 2011. 19:10 |                                                                           | Нижњи Новгород | 83 : 72                                                   | Калев | Палата спортова Нижњи Новгород, Нижњи Новгород Судије: Иво Долинек, Марек Малишевски, Шаблон:Подаци о застави БЛР) Пјотр Ивашков |  |
| 20. децембар 2011. 19:10 | Четвртине: 15:18, 19:20, 25:7, 24:27                                      |                |                                                           |       | Палата спортова Нижњи Новгород, Нижњи Новгород Судије: Иво Долинек, Марек Малишевски, Шаблон:Подаци о застави БЛР) Пјотр Ивашков |  |
| 20. децембар 2011. 19:10 | Поени: Иван Паунић 16 Скокови: 5 играча по 4 Асистенције: Ернест Бремер 7 |                | Грегор Арбет 13 Бамба Фол 8 Рејмо Там, Армандс Шкеле по 4 |       | Палата спортова Нижњи Новгород, Нижњи Новгород Судије: Иво Долинек, Марек Малишевски, Шаблон:Подаци о застави БЛР) Пјотр Ивашков |  |

| 22. децембар 2011. 19:00 |                                                                         | Химки | 76 : 65                                                    | Калев | Кошаркашки центар Химки, Химки Судије: Илија Белошевић, Иво Долинек, Шаблон:Подаци о застави БЛР) Пјотр Ивашков |  |
| 22. децембар 2011. 19:00 | Четвртине: 19:16, 18:17, 15:25, 24:7                                    |       |                                                            |       | Кошаркашки центар Химки, Химки Судије: Илија Белошевић, Иво Долинек, Шаблон:Подаци о застави БЛР) Пјотр Ивашков |  |
| 22. децембар 2011. 19:00 | Поени: Крешимир Лончар 24 Скокови: Крис Квин 8 Асистенције: Крис Квин 5 |       | Грегор Арбет 12 Јосеп Томе 7 Грегор Арбет, Јосеп Томе по 3 |       | Кошаркашки центар Химки, Химки Судије: Илија Белошевић, Иво Долинек, Шаблон:Подаци о застави БЛР) Пјотр Ивашков |  |

| 23. децембар 2011. 19:00 |                                                                               | Краснаја крила | 72 : 80                                                     | ВЕФ | МТЛ арена, Самара Судије: Мирослав Томов, Сергеј Зашчук, Миндаугас Вечерскис |  |
| 23. децембар 2011. 19:00 | Четвртине: 26:28, 10:25, 21:15, 15:12                                         |                |                                                             |     | МТЛ арена, Самара Судије: Мирослав Томов, Сергеј Зашчук, Миндаугас Вечерскис |  |
| 23. децембар 2011. 19:00 | Поени: Брајон Раш 20 Скокови: Јевгениј Колесников 8 Асистенције: Брајон Раш 2 |                | Кристапс Јаниченокс 19 Тајлер Кејн 11 Кристапс Јаниченокс 3 |     | МТЛ арена, Самара Судије: Мирослав Томов, Сергеј Зашчук, Миндаугас Вечерскис |  |

### Јануар
| 3. јануар 2012. 17:00 |                                                                                     | Химки | 67 : 68                                  | Краснаја крила | Кошаркашки центар Химки, Химки Судије: Илија Белошевић, Саша Пукл, Дариуш Ленчовски |  |
| 3. јануар 2012. 17:00 | Четвртине: 29:14, 13:22, 13:18, 12:14                                               |       |                                          |                | Кошаркашки центар Химки, Химки Судије: Илија Белошевић, Саша Пукл, Дариуш Ленчовски |  |
| 3. јануар 2012. 17:00 | Поени: Виталиј Фридзон 16 Скокови: Крешимир Лончар 10 Асистенције: Зоран Планинић 7 |       | Брајон Раш 17 4 играча по 5 Брајон Раш 5 |                | Кошаркашки центар Химки, Химки Судије: Илија Белошевић, Саша Пукл, Дариуш Ленчовски |  |

| 3. јануар 2012. 19:15 |                                                                                           | Жалгирис | 74 : 58                                           | Будивељник | Жалгирис арена, Каунас Судије: Оскар Лефверт, Петри Ментиле, Арнис Озолс |  |
| 3. јануар 2012. 19:15 | Четвртине: 25:9, 17:20, 20:14, 12:15                                                      |          |                                                   |            | Жалгирис арена, Каунас Судије: Оскар Лефверт, Петри Ментиле, Арнис Озолс |  |
| 3. јануар 2012. 19:15 | Поени: Мантас Калнијетис 12 Скокови: Робертас Јавтокас 8 Асистенције: Мантас Калнијетис 4 |          | Артјом Параховски 12 Зак Морли 11 Павел Буренко 3 |            | Жалгирис арена, Каунас Судије: Оскар Лефверт, Петри Ментиле, Арнис Озолс |  |

| 4. јануар 2012. 18:45 |                                                                                   | Калев | 69 : 92                                            | Нижњи Новгород | Саку Сурхал арена, Талин |  |
| 4. јануар 2012. 18:45 | Четвртине: 20:27, 17:15, 13:23, 19:27                                             |       |                                                    |                | Саку Сурхал арена, Талин |  |
| 4. јануар 2012. 18:45 | Поени: Бамба Фол 12 Скокови: Бамба Фол, Герт Дорбек по 5 Асистенције: Танел Сок 3 |       | Михал Игнерски 19 Семјон Антонов 9 Немања Протић 6 |                | Саку Сурхал арена, Талин |  |

| 6. јануар 2012. 19:30 | | ВЕФ | 92 : 97                                            | Нижњи Новгород | Арена Рига, Рига Судије: Томас Јасевичијус, Јануш Цалик, Аре Халико |  |
| 6. јануар 2012. 19:30 | Четвртине: 21:16, 25:27, 20:22, 17:18                                                                     |     |                                                    |                | Арена Рига, Рига Судије: Томас Јасевичијус, Јануш Цалик, Аре Халико |  |
| 6. јануар 2012. 19:30 | Поени: Даирис Бертанс 23 Скокови: Каспарс Берзињш 12 Асистенције: Кристапс Јаниченокс, Кертис Милајг по 4 |     | Михал Игнерски 21 Михал Игнерски 8 Немања Протић 6 |                | Арена Рига, Рига Судије: Томас Јасевичијус, Јануш Цалик, Аре Халико |  |

| 6. јануар 2012. 19:00 |                                                                                | Астана | 76 : 81                                  | Краснаја крила | Сарјарка Велодром, Астана Судије: Борис Рижик, Сергеј Зашчук, Миливоје Јовчић |  |
| 6. јануар 2012. 19:00 | Четвртине: 22:18, 15:23, 19:15, 20:25                                          |        |                                          |                | Сарјарка Велодром, Астана Судије: Борис Рижик, Сергеј Зашчук, Миливоје Јовчић |  |
| 6. јануар 2012. 19:00 | Поени: Бранко Цветковић 19 Скокови: Ерик Вилијамс 7 Асистенције: Џери Џонсон 5 |        | Брајон Раш 30 3 играча по 4 Арон Мајлс 5 |                | Сарјарка Велодром, Астана Судије: Борис Рижик, Сергеј Зашчук, Миливоје Јовчић |  |

| 9. јануар 2012. 19:00 |                                                                              | Астана | 68 : 87                                                      | УНИКС | Сарјарка Велодром, Астана Судије: Срђан Дозаи, Александар Сирица, Арсен Андрјушкин |  |
| 9. јануар 2012. 19:00 | Четвртине: 21:20, 12:15, 24:28, 11:21                                        |        |                                                              |       | Сарјарка Велодром, Астана Судије: Срђан Дозаи, Александар Сирица, Арсен Андрјушкин |  |
| 9. јануар 2012. 19:00 | Поени: Рол Маршал 21 Скокови: Антон Пономарјов 11 Асистенције: Џери Џонсон 3 |        | Нејтан Џавај 23 Нејтан Џавај, Мајк Вилкинсон по 7 Лин Грир 8 |       | Сарјарка Велодром, Астана Судије: Срђан Дозаи, Александар Сирица, Арсен Андрјушкин |  |

| 9. јануар 2012. 15:00 |                                                                              | Химки | 77 : 54                                             | ВЕФ | Кошаркашки центар Химки, Химки Судије: Саша Пукл, Лахдо Шаро, Роберт Паулик |  |
| 9. јануар 2012. 15:00 | Четвртине: 19:14, 14:7, 27:19, 17:14                                         |       |                                                     |     | Кошаркашки центар Химки, Химки Судије: Саша Пукл, Лахдо Шаро, Роберт Паулик |  |
| 9. јануар 2012. 15:00 | Поени: Антон Пушков 15 Скокови: Метју Нилсен 6 Асистенције: Зоран Планинић 9 |       | Кортни Симс 16 Кортни Симс 11 Кристапс Јаниченокс 5 |     | Кошаркашки центар Химки, Химки Судије: Саша Пукл, Лахдо Шаро, Роберт Паулик |  |

| 12. јануар 2012. 19:00 |                                                                                   | Будивељник | 70 : 72                                             | УНИКС | Спортски комплекс Меридијан, Кијев Судије: Иво Долинек, Јургис Лавринавичијус, Ингус Бауманис |  |
| 12. јануар 2012. 19:00 | Четвртине: 21:14, 17:21, 13:9, 19:28                                              |            |                                                     |       | Спортски комплекс Меридијан, Кијев Судије: Иво Долинек, Јургис Лавринавичијус, Ингус Бауманис |  |
| 12. јануар 2012. 19:00 | Поени: Џек Маклинтон 13 Скокови: Артјом Параховски 9 Асистенције: Павел Буренко 6 |            | Нејтан Џавај 17 Мајк Вилкинсон 6 Пјотр Самојленко 7 |       | Спортски комплекс Меридијан, Кијев Судије: Иво Долинек, Јургис Лавринавичијус, Ингус Бауманис |  |

| 12. јануар 2012. 19:15 |                                                                                   | Жалгирис | 95 : 94                                                          | Химки | Жалгирис арена, Каунас Судије: Сретен Радовић, Олег Латишев, Борис Шуљга |  |
| 12. јануар 2012. 19:15 | Четвртине: 24:23, 22:25, 25:28, 24:18                                             |          |                                                                  |       | Жалгирис арена, Каунас Судије: Сретен Радовић, Олег Латишев, Борис Шуљга |  |
| 12. јануар 2012. 19:15 | Поени: Сони Вимс 25 Скокови: Паулијус Јанкунас 3 Асистенције: Мантас Калнијетис 4 |          | Томас Келати 31 Антон Пушков, Метју Нилсен по 4 Зоран Планинић 7 |       | Жалгирис арена, Каунас Судије: Сретен Радовић, Олег Латишев, Борис Шуљга |  |

| 15. јануар 2012. 17:00 |                                                                                                   | Жалгирис | 82 : 66                                        | Астана | Жалгирис арена, Каунас |  |
| 15. јануар 2012. 17:00 | Четвртине: 27:22, 10:12, 19:19, 26:13                                                             |          |                                                |        | Жалгирис арена, Каунас |  |
| 15. јануар 2012. 17:00 | Поени: 3 играча по 11 Скокови: Робертас Јавтокас 8 Асистенције: Мантас Калнијетис, Сони Вимс по 2 |          | Рол Маршал 17 Бранко Цветковић 7 Џери Џонсон 5 |        | Жалгирис арена, Каунас |  |

| 15. јануар 2012. 18:00 |                                                                                            | УНИКС | 67 : 50                                              | ВЕФ | Баскет хол Казањ, Казањ Судије: Срђан Дозаи, Борис Рижик, Арсен Андрјушкин |  |
| 15. јануар 2012. 18:00 | Четвртине: 16:14, 13:8, 22:18, 16:10                                                       |       |                                                      |     | Баскет хол Казањ, Казањ Судије: Срђан Дозаи, Борис Рижик, Арсен Андрјушкин |  |
| 15. јануар 2012. 18:00 | Поени: Владимир Веременко 12 Скокови: Владимир Веременко 9 Асистенције: Пјотр Самојленко 3 |       | Сандис Валтерс 12 Гатис Јаховичс 8 Каспарс Берзињш 4 |     | Баскет хол Казањ, Казањ Судије: Срђан Дозаи, Борис Рижик, Арсен Андрјушкин |  |

| 18. јануар 2012. 18:45 |                                                                                         | Калев | 73 : 75                                         | Астана | Саку Сурхал арена, Талин Судије: Иво Долинек, Јургис Лавринавичијус, Миндаугас Вечерскис |  |
| 18. јануар 2012. 18:45 | Четвртине: 22:17, 21:20, 15:17, 15:21                                                   |       |                                                 |        | Саку Сурхал арена, Талин Судије: Иво Долинек, Јургис Лавринавичијус, Миндаугас Вечерскис |  |
| 18. јануар 2012. 18:45 | Поени: Бамба Фол, Грегор Арбет по 14 Скокови: Бамба Фол 11 Асистенције: Армандс Шкеле 5 |       | Рол Маршал 27 Антон Пономарјов 10 Џери Џонсон 3 |        | Саку Сурхал арена, Талин Судије: Иво Долинек, Јургис Лавринавичијус, Миндаугас Вечерскис |  |

| 22. јануар 2012. 19:10 |                                                                                   | Нижњи Новгород | 85 : 79                                                  | Жалгирис | Палата спортова Нижњи Новгород, Нижњи Новгород Судије: Мирослав Томов, Иво Долинек, Арсен Андрјушкин |  |
| 22. јануар 2012. 19:10 | Четвртине: 23:24, 27:19, 15:17, 20:19                                             |                |                                                          |          | Палата спортова Нижњи Новгород, Нижњи Новгород Судије: Мирослав Томов, Иво Долинек, Арсен Андрјушкин |  |
| 22. јануар 2012. 19:10 | Поени: Михал Игнерски 27 Скокови: Артјом Јаковенко 7 Асистенције: Ернест Бремер 5 |                | Марко Поповић 17 Паулијус Јанкунас 6 Робертас Јавтокас 3 |          | Палата спортова Нижњи Новгород, Нижњи Новгород Судије: Мирослав Томов, Иво Долинек, Арсен Андрјушкин |  |

### Фебруар
| 4. фебруар 2012. 14:00 |                                                                          | Будивељник | 80 : 76                                            | Нижњи Новгород | Спортски комплекс Меридијан, Кијев Судије: Арнис Озолс, Миндаугас Вечерскис, Даријуш Ленчовски |  |
| 4. фебруар 2012. 14:00 | Четвртине: 24:14, 20:13, 15:17, 12:27                                    |            |                                                    |                | Спортски комплекс Меридијан, Кијев Судије: Арнис Озолс, Миндаугас Вечерскис, Даријуш Ленчовски |  |
| 4. фебруар 2012. 14:00 | Поени: Зак Морли 17 Скокови: Зак Морли 15 Асистенције: Роландас Алијев 4 |            | Семјон Антонов 21 Вадим Панин 10 Дмитриј Головин 5 |                | Спортски комплекс Меридијан, Кијев Судије: Арнис Озолс, Миндаугас Вечерскис, Даријуш Ленчовски |  |

| 4. фебруар 2012. 17:00 | | ВЕФ | 84 : 62                                             | Астана | Арена Рига, Рига Судије: Владимир Охрименко, Максим Количев, Јануш Цалик |  |
| 4. фебруар 2012. 17:00 | Четвртине: 25:14, 18:21, 22:12, 19:15                                                                                                   |     |                                                     |        | Арена Рига, Рига Судије: Владимир Охрименко, Максим Количев, Јануш Цалик |  |
| 4. фебруар 2012. 17:00 | Поени: Каспарс Берзињш, Кертис Милајг по 18 Скокови: Каспарс Берзињш, Тајлер Кејн по 8 Асистенције: Каспарс Берзињш, Кертис Милајг по 6 |     | Рол Маршал 16 Антон Пономарјов 7 Бранко Цветковић 4 |        | Арена Рига, Рига Судије: Владимир Охрименко, Максим Количев, Јануш Цалик |  |

| 4. фебруар 2012. 17:00 |                                                                               | Краснаја крила | 64 : 68                                            | Химки | МТЛ арена, Самара Судије: Роберт Виклицки, Томаш Кудлицки, Александар Сирица |  |
| 4. фебруар 2012. 17:00 | Четвртине: 27:11, 12:22, 12:19, 13:16                                         |                |                                                    |       | МТЛ арена, Самара Судије: Роберт Виклицки, Томаш Кудлицки, Александар Сирица |  |
| 4. фебруар 2012. 17:00 | Поени: Драган Лабовић 15 Скокови: Драган Лабовић 10 Асистенције: Брајон Раш 3 |                | Виталиј Фридзон 20 Крешимир Лончар 7 3 играча по 2 |       | МТЛ арена, Самара Судије: Роберт Виклицки, Томаш Кудлицки, Александар Сирица |  |

| 8. фебруар 2012. 19:00 |                                                                                 | Нижњи Новгород | 81 : 73                                                             | Краснаја крила | Палата спортова Нижњи Новгород, Нижњи Новгород Судије: Јакуб Замојски, Срђан Дозаи, Иво Долинек |  |
| 8. фебруар 2012. 19:00 | Четвртине: 18:17, 15:19, 21:23, 27:14                                           |                |                                                                     |                | Палата спортова Нижњи Новгород, Нижњи Новгород Судије: Јакуб Замојски, Срђан Дозаи, Иво Долинек |  |
| 8. фебруар 2012. 19:00 | Поени: Артјом Јаковенко 30 Скокови: Вадим Панин 10 Асистенције: Немања Протић 5 |                | Арон Мајлс 21 Јевгениј Колесников, Драган Лабовић по 5 Арон Мајлс 4 |                | Палата спортова Нижњи Новгород, Нижњи Новгород Судије: Јакуб Замојски, Срђан Дозаи, Иво Долинек |  |

| 11. фебруар 2012. 17:00 |                                                                               | ВЕФ | 67 : 59                                                   | Краснаја крила | Арена Рига, Рига Судије: Миливоје Јовчић, Аре Халико, Мартинас Гудас |  |
| 11. фебруар 2012. 17:00 | Четвртине: 22:18, 16:16, 15:13, 14:12                                         |     |                                                           |                | Арена Рига, Рига Судије: Миливоје Јовчић, Аре Халико, Мартинас Гудас |  |
| 11. фебруар 2012. 17:00 | Поени: Сандис Валтерс 17 Скокови: 4 играча по 4 Асистенције: Сандис Валтерс 5 |     | Јевгениј Колесников 15 Јевгениј Колесников 6 Арон Мајлс 7 |                | Арена Рига, Рига Судије: Миливоје Јовчић, Аре Халико, Мартинас Гудас |  |

| 12. фебруар 2012. 18:00 | | Нижњи Новгород | 65 : 73                                                 | УНИКС | Палата спортова Нижњи Новгород, Нижњи Новгород Судије: Роберт Виклицки, Сергеј Чебишев, Александар Сирица |  |
| 12. фебруар 2012. 18:00 | Четвртине: 10:19, 18:17, 14:24, 23:13                                                                               |                |                                                         |       | Палата спортова Нижњи Новгород, Нижњи Новгород Судије: Роберт Виклицки, Сергеј Чебишев, Александар Сирица |  |
| 12. фебруар 2012. 18:00 | Поени: Михал Игнерски 16 Скокови: Михал Игнерски, Вадим Панин 6 Асистенције: Александар Пустогвар, Иван Паунић по 3 |                | Лин Грир, Кели Макарти по 12 Кели Макарти 13 Лин Грир 8 |       | Палата спортова Нижњи Новгород, Нижњи Новгород Судије: Роберт Виклицки, Сергеј Чебишев, Александар Сирица |  |

| 12. фебруар 2012. 18:00 |                                                                             | Химки | 90 : 94                                                     | Будивељник | Кошаркашки центар Химки, Химки Судије: Јакуб Замојски, Оскар Лефверт, Иво Долинек |  |
| 12. фебруар 2012. 18:00 | Четвртине: 26:18, 24:25, 19:23, 21:28                                       |       |                                                             |            | Кошаркашки центар Химки, Химки Судије: Јакуб Замојски, Оскар Лефверт, Иво Долинек |  |
| 12. фебруар 2012. 18:00 | Поени: Егор Вјалцев 20 Скокови: Сергеј Моња 9 Асистенције: Зоран Планинић 7 |       | Џек Маклинтон 26 Зак Морли 11 Џек Маклинтон, Зак Морли по 3 |            | Кошаркашки центар Химки, Химки Судије: Јакуб Замојски, Оскар Лефверт, Иво Долинек |  |

| 15. фебруар 2012. 19:00 |                                                                              | Краснаја крила | 90 : 89                                             | Будивељник | МТЛ арена, Самара |  |
| 15. фебруар 2012. 19:00 | Четвртине: 14:12, 19:22, 19:17, 19:20                                        |                |                                                     |            | МТЛ арена, Самара |  |
| 15. фебруар 2012. 19:00 | Поени: Драган Лабовић 19 Скокови: Драган Лабовић 9 Асистенције: Арон Мајлс 6 |                | Суад Шеховић 26 Артјом Параховски 8 Џек Маклинтон 4 |            | МТЛ арена, Самара |  |

| 15. фебруар 2012. 19:10 |                                                                                                  | Нижњи Новгород | 77 : 79                                               | Химки | Палата спортова Нижњи Новгород, Нижњи Новгород Судије: Илија Белошевић, Сергеј Зашчук, Роберт Паулик |  |
| 15. фебруар 2012. 19:10 | Четвртине: 15:26, 24:15, 24:24, 14:14                                                            |                |                                                       |       | Палата спортова Нижњи Новгород, Нижњи Новгород Судије: Илија Белошевић, Сергеј Зашчук, Роберт Паулик |  |
| 15. фебруар 2012. 19:10 | Поени: Михал Игнерски 17 Скокови: Михал Игнерски 8 Асистенције: Олег Баранов, Немања Протић по 3 |                | Крешимир Лончар 19 Крешимир Лончар 6 Зоран Планинић 6 |       | Палата спортова Нижњи Новгород, Нижњи Новгород Судије: Илија Белошевић, Сергеј Зашчук, Роберт Паулик |  |

| 15. фебруар 2012. 19:00 |                                                                        | УНИКС | 100 : 55                                                   | Калев | Баскет хол Казањ, Казањ Судије: Сергеј Чебишев, Бауманис Ингус, Пјотр Ивашков |  |
| 15. фебруар 2012. 19:00 | Четвртине: 33:13, 21:17, 22:19, 24:6                                   |       |                                                            |       | Баскет хол Казањ, Казањ Судије: Сергеј Чебишев, Бауманис Ингус, Пјотр Ивашков |  |
| 15. фебруар 2012. 19:00 | Поени: Нејтан Џавај 19 Скокови: Кели Макарти 8 Асистенције: Лин Грир 8 |       | Реимо Там 16 Грегор Арбет 8 Јосеп Томе, Армандс Шкеле по 3 |       | Баскет хол Казањ, Казањ Судије: Сергеј Чебишев, Бауманис Ингус, Пјотр Ивашков |  |

| 21. фебруар 2012. 19:00 |                                                                                               | Астана | 91 : 85                                          | Будивељник | Сарјарка велодром, Астана Судије: Сергеј Круг, Алексеј Давидов, Игор Деменков |  |
| 21. фебруар 2012. 19:00 | Четвртине: 22:21, 31:18, 11:18, 27:28                                                         |        |                                                  |            | Сарјарка велодром, Астана Судије: Сергеј Круг, Алексеј Давидов, Игор Деменков |  |
| 21. фебруар 2012. 19:00 | Поени: Џери Џонсон 31 Скокови: Ерик Вилијамс 14 Асистенције: Џери Џонсон, Максим Воејков по 3 |        | Џек Маклинтон 21 Артјом Параховски 6 Зак Морли 3 |            | Сарјарка велодром, Астана Судије: Сергеј Круг, Алексеј Давидов, Игор Деменков |  |

| 25. фебруар 2012. 17:00 |                                                                         | Астана | 63 : 75                                                            | Нижњи Новгород | Сарјарка велодром, Астана Судије: Борис Шуљга, Сергеј Чебишев, Александар Сирица |  |
| 25. фебруар 2012. 17:00 | Четвртине: 12:19, 17:18, 14:16, 20:22                                   |        |                                                                    |                | Сарјарка велодром, Астана Судије: Борис Шуљга, Сергеј Чебишев, Александар Сирица |  |
| 25. фебруар 2012. 17:00 | Поени: Рол Маршал 20 Скокови: Ерик Вилијамс 12 Асистенције: Лука Дрча 5 |        | Семјон Антонов, Иван Паунић по 15 Артјом Јаковенко 8 3 играча по 3 |                | Сарјарка велодром, Астана Судије: Борис Шуљга, Сергеј Чебишев, Александар Сирица |  |

| 25. фебруар 2012. 18:45 |                                                                              | Калев | 63 : 77                                               | Краснаја крила | Саку Сурхал арена, Талин Судије: Петри Ментиле, Арнис Озолс, Пјотр Ивашков |  |
| 25. фебруар 2012. 18:45 | Четвртине: 15:26, 17:20, 13:13, 18:18                                        |       |                                                       |                | Саку Сурхал арена, Талин Судије: Петри Ментиле, Арнис Озолс, Пјотр Ивашков |  |
| 25. фебруар 2012. 18:45 | Поени: Грегор Арбет 12 Скокови: Армандс Шкеле 8 Асистенције: Армандс Шкеле 6 |       | Брајон Раш 29 Фјодор Лихолитов 10 Роландас Алијевас 6 |                | Саку Сурхал арена, Талин Судије: Петри Ментиле, Арнис Озолс, Пјотр Ивашков |  |

| 26. фебруар 2012. 13:00 |                                                                           | УНИКС | 65 : 69                                         | Химки | Баскет хол Казањ, Казањ Судије: Иво Долинек, Роберт Виклицки, Сергеј Зашчук |  |
| 26. фебруар 2012. 13:00 | Четвртине: 22:21, 19:19, 10:11, 14:18                                     |       |                                                 |       | Баскет хол Казањ, Казањ Судије: Иво Долинек, Роберт Виклицки, Сергеј Зашчук |  |
| 26. фебруар 2012. 13:00 | Поени: 3 играча по 10 Скокови: Пјотр Губанов 8 Асистенције: Терел Лидеј 4 |       | Крешимир Лончар 16 Сергеј Моња 12 Сергеј Моња 5 |       | Баскет хол Казањ, Казањ Судије: Иво Долинек, Роберт Виклицки, Сергеј Зашчук |  |

### Март
| 4. март 2012. 14:00 |                                                                       | Будивељник | 99 : 89                                                                       | ВЕФ | Спортски комплекс Меридијан, Кијев Судије: Сергеј Буланов, Рафаел Ганијев, Александар Сирица |  |
| 4. март 2012. 14:00 | Четвртине: 26:30, 16:22, 21:14, 36:23                                 |            |                                                                               |     | Спортски комплекс Меридијан, Кијев Судије: Сергеј Буланов, Рафаел Ганијев, Александар Сирица |  |
| 4. март 2012. 14:00 | Поени: Суад Шеховић 25 Скокови: Зак Морли 10 Асистенције: Зак Морли 6 |            | Даирис Бертанс, Сандис Валтерс по 15 Антанас Кавалијаускас 7 Даирис Бертанс 6 |     | Спортски комплекс Меридијан, Кијев Судије: Сергеј Буланов, Рафаел Ганијев, Александар Сирица |  |

| 7. март 2012. 19:30 |                                                                                     | ВЕФ | 103 : 89                                                  | Калев | Арена Рига, Рига Судије: Јургис Лавринавичијус, Игор Деменков, Максим Количев |  |
| 7. март 2012. 19:30 | Четвртине: 30:19, 25:21, 28:23, 20:26                                               |     |                                                           |       | Арена Рига, Рига Судије: Јургис Лавринавичијус, Игор Деменков, Максим Количев |  |
| 7. март 2012. 19:30 | Поени: Донатас Завацкас 21 Скокови: Донатас Завацкас 9 Асистенције: Кертис Милајг 5 |     | Герт Дорбек 23 Јосеп Томе 10 Танел Сок, Грегор Арбет по 4 |       | Арена Рига, Рига Судије: Јургис Лавринавичијус, Игор Деменков, Максим Количев |  |

| 7. март 2012. 19:00 |                                                                                     | Краснаја крила | 59 : 79                                        | Жалгирис | МТЛ арена, Самара Судије: Олег Латишев, Петри Ментиле, Роберт Виклицки |  |
| 7. март 2012. 19:00 | Четвртине: 18:21, 10:21, 14:21, 17:16                                               |                |                                                |          | МТЛ арена, Самара Судије: Олег Латишев, Петри Ментиле, Роберт Виклицки |  |
| 7. март 2012. 19:00 | Поени: Брајон Раш 18 Скокови: Брајон Раш 6 Асистенције: Брајон Раш, Арон Мајлс по 4 |                | Паулијус Јанкунас 17 3 играча по 7 Сони Вимс 6 |          | МТЛ арена, Самара Судије: Олег Латишев, Петри Ментиле, Роберт Виклицки |  |

| 10. март 2012. 14:00 |                                                                                                | Будивељник | 79 : 90                                                  | Жалгирис | Спортски комплекс Меридијан, Кијев Судије: Александар Горшков, Мирослав Томов, Алексеј Давидов |  |
| 10. март 2012. 14:00 | Четвртине: 18:25, 22:26, 16:18, 23:21                                                          |            |                                                          |          | Спортски комплекс Меридијан, Кијев Судије: Александар Горшков, Мирослав Томов, Алексеј Давидов |  |
| 10. март 2012. 14:00 | Поени: Суад Шеховић 16 Скокови: Артјом Параховски, Зак Морли по 5 Асистенције: Џек Маклинтон 6 |            | Паулијус Јанкунас 17 Робертас Јавтокас 8 Марко Поповић 7 |          | Спортски комплекс Меридијан, Кијев Судије: Александар Горшков, Мирослав Томов, Алексеј Давидов |  |

| 10. март 2012. 18:00 |                                                                           | Краснаја крила | 55 : 66                                                                           | УНИКС | МТЛ арена, Самара Судије: Арнис Озолс, Роберт Паулик, Александар Сирица |  |
| 10. март 2012. 18:00 | Четвртине: 18:19, 18:21, 8:16, 11:10                                      |                |                                                                                   |       | МТЛ арена, Самара Судије: Арнис Озолс, Роберт Паулик, Александар Сирица |  |
| 10. март 2012. 18:00 | Поени: Џарвис Хајз 11 Скокови: Драган Лабовић 7 Асистенције: Арон Мајлс 3 |                | Хенри Домеркант 15 Владимир Веременко 11 Хенри Домеркант, Владимир Веременко по 3 |       | МТЛ арена, Самара Судије: Арнис Озолс, Роберт Паулик, Александар Сирица |  |

| 13. март 2012. 19:15 | | Жалгирис | 97 : 65                                  | Калев | Жалгирис арена, Каунас Судије: Антон Махлин, Оскарс Лучис, Иља Путенко |  |
| 13. март 2012. 19:15 | Четвртине: 19:6, 20:22, 27:16, 31:21                                                                       |          |                                          |       | Жалгирис арена, Каунас Судије: Антон Махлин, Оскарс Лучис, Иља Путенко |  |
| 13. март 2012. 19:15 | Поени: Милован Раковић 17 Скокови: Робертас Јавтокас 10 Асистенције: Марко Поповић, Мантас Калнијетис по 5 |          | Грегор Арбет 15 Бамба Фол 12 Танел Сок 4 |       | Жалгирис арена, Каунас Судије: Антон Махлин, Оскарс Лучис, Иља Путенко |  |

| 16. март 2012. 18;45 |                                                                        | Калев | 81 : 73                                                                 | Будивељник | Саку Сурхал арена, Талин Судије: Петри Ментиле, Антон Махлин, Максим Количев |  |
| 16. март 2012. 18;45 | Четвртине: 22:24, 24:12, 12:12, 23:25                                  |       |                                                                         |            | Саку Сурхал арена, Талин Судије: Петри Ментиле, Антон Махлин, Максим Количев |  |
| 16. март 2012. 18;45 | Поени: Танел Сок 17 Скокови: Бамба Фол 11 Асистенције: Армандс Шкеле 6 |       | Џек Маклинтон 22 Суад Шеховић, Артјом Параховски по 6 Андреј Агафонов 2 |            | Саку Сурхал арена, Талин Судије: Петри Ментиле, Антон Махлин, Максим Количев |  |

| 16. март 2012. 14:00 |                                                                                              | Астана | 84 : 73                                              | Химки | Кошаркашки центар Химки, Химки Судије: Миливоје Јовчич, Иво Долинек, Пјотр Ивашков |  |
| 16. март 2012. 14:00 | Четвртине: 23:17, 23:14, 12:19, 26:23                                                        |        |                                                      |       | Кошаркашки центар Химки, Химки Судије: Миливоје Јовчич, Иво Долинек, Пјотр Ивашков |  |
| 16. март 2012. 14:00 | Поени: Џери Џонсон 19 Скокови: Антон Пономарјов 11 Асистенције: Џери Џонсон, Рол Маршал по 5 |        | Томас Келати 21 Крешимир Лончар 12 Зоран Планинић 14 |       | Кошаркашки центар Химки, Химки Судије: Миливоје Јовчич, Иво Долинек, Пјотр Ивашков |  |

| 16. март 2012. 19:15 |                                                                                    | Жалгирис | 73 : 77                                                                  | УНИКС | Жалгирис арена, Каунас Судије: Саша Пукл, Аре Халико |  |
| 16. март 2012. 19:15 | Четвртине: 20:16, 16:19, 21:19, 16:23                                              |          |                                                                          |       | Жалгирис арена, Каунас Судије: Саша Пукл, Аре Халико |  |
| 16. март 2012. 19:15 | Поени: Сони Вимс 19 Скокови: Тадас Климавичијус 9 Асистенције: Мантас Калнијетис 4 |          | Нејтан Џавај 16 Нејтан Џавај, Владимир Веременко по 6 Пјотр Самојленко 3 |       | Жалгирис арена, Каунас Судије: Саша Пукл, Аре Халико |  |

| 18. март 2012. 17:00 |                                                                                    | Жалгирис | 93 : 56                                               | ВЕФ | Жалгирис арена, Каунас Судије: Сергеј Михаилов, Сергеј Круг |  |
| 18. март 2012. 17:00 | Четвртине: 31:10, 15:23, 33:12, 14:11                                              |          |                                                       |     | Жалгирис арена, Каунас Судије: Сергеј Михаилов, Сергеј Круг |  |
| 18. март 2012. 17:00 | Поени: Паулијус Јанкунас 21 Скокови: Робертас Јавтокас 10 Асистенције: Сони Вимс 6 |          | Каспарс Берзињш 13 Каспарс Берзињш 7 Даирис Бертанс 4 |     | Жалгирис арена, Каунас Судије: Сергеј Михаилов, Сергеј Круг |  |

## Група Б

### Табела
|   | Тим                     | Игр. | Поб. | Изг. | П+   | П-   | П+/- | Бод |
| - | ----------------------- | ---- | ---- | ---- | ---- | ---- | ---- | --- |
| 1 | ЦСКА Москва             | 16   | 14   | 2    | 1299 | 1023 | +276 | 30  |
| 2 | Спартак Санкт Петербург | 16   | 11   | 5    | 1159 | 1075 | +84  | 27  |
| 3 | Лијетувос Ритас         | 16   | 10   | 6    | 1251 | 1154 | +97  | 26  |
| 4 | Локомотива Кубањ        | 16   | 9    | 7    | 1212 | 1197 | +15  | 25  |
| 5 | Проком                  | 16   | 8    | 8    | 1165 | 1148 | +17  | 24  |
| 6 | Азовмаш                 | 16   | 8    | 8    | 1155 | 1170 | -15  | 24  |
| 7 | Нимбурк                 | 16   | 8    | 8    | 1219 | 1200 | +19  | 24  |
| 8 | Јенисеј                 | 16   | 3    | 13   | 1170 | 1324 | -154 | 19  |
| 9 | Минск-2006              | 16   | 1    | 15   | 1166 | 1505 | -339 | 17  |

Легенда:

## Резултати
Домаћини су наведени у левој колони.
| Екипа                   | АЗО   | ЈЕН    | ЛР    | ЛОК   | МИН    | НИМ   | ПРО    | ССП   | ЦСК   |
| ----------------------- | ----- | ------ | ----- | ----- | ------ | ----- | ------ | ----- | ----- |
| Азовмаш                 | XXX   | 95:74  | 83:73 | 79:78 | 95:77  | 85:76 | 66:74  | 64:66 | 37:62 |
| Јенисеј                 | 70:84 | XXX    | 75:82 | 83:67 | 99:89  | 66:69 | 102:79 | 70:91 | 60:74 |
| Лијетувос Ритас         | 72:61 | 101:62 | XXX   | 84:63 | 112:86 | 78:72 | 59:54  | 72:61 | 67:84 |
| Локомотива Кубањ        | 84:76 | 74:56  | 71:78 | XXX   | 87:64  | 72:63 | 79:66  | 85:77 | 64:77 |
| Минск-2006              | 81:90 | 91:84  | 67:87 | 83:89 | XXX    | 84:92 | 60:92  | 66:88 | 52:96 |
| Нимбурк                 | 86:94 | 86:77  | 80:73 | 65:71 | 105:63 | XXX   | 75:68  | 74:73 | 79:60 |
| Проком                  | 68:53 | 89:73  | 74:73 | 72:81 | 89:79  | 77:66 | XXX    | 67:77 | 65:74 |
| Спартак Санкт Петербург | 57:48 | 61:59  | 72:65 | 86:74 | 90:64  | 79:62 | 45:50  | XXX   | 83:81 |
| ЦСКА Москва             | 72:45 | 92:60  | 89:75 | 88:73 | 110:60 | 80:69 | 86:81  | 74:53 | XXX   |

## Хронолошки резултати

### Октобар
| 10. октобар 2011. 20:00 |                                                                               | Проком | 68 : 53                                     | Азовмаш | Спортска арена Гдиња, Гдиња Судије: Елијас Коромилас, Роберт Паулик, Алексеј Давидов |  |
| 10. октобар 2011. 20:00 | Четвртине: 16:14, 14:17, 19:9, 19:13                                          |        |                                             |         | Спортска арена Гдиња, Гдиња Судије: Елијас Коромилас, Роберт Паулик, Алексеј Давидов |  |
| 10. октобар 2011. 20:00 | Поени: Алонсо Џи 21 Скокови: Адам Хрицанјук 9 Асистенције: Џерел Блесингејм 8 |        | Рики Минард 15 Хасан Ризвић 6 Рики Минард 3 |         | Спортска арена Гдиња, Гдиња Судије: Елијас Коромилас, Роберт Паулик, Алексеј Давидов |  |

| 11. октобар 2011. 19:00 |                                                                                   | Спартак | 83 : 81                                            | ЦСКА | Спортски центар Јубилејни, Санкт Петербург Судије: Сергеј Буланов, Генадиј Пономарјов, Јевгениј Ветров |  |
| 11. октобар 2011. 19:00 | Четвртине: 18:20, 21:19, 15:21, 29:21                                             |         |                                                    |      | Спортски центар Јубилејни, Санкт Петербург Судије: Сергеј Буланов, Генадиј Пономарјов, Јевгениј Ветров |  |
| 11. октобар 2011. 19:00 | Поени: Патрик Беверли 22 Скокови: Валериј Лиходеј 5 Асистенције: Јотам Халперин 8 |         | 3 играча по 15 Андреј Кириленко 5 Милош Теодосић 7 |      | Спортски центар Јубилејни, Санкт Петербург Судије: Сергеј Буланов, Генадиј Пономарјов, Јевгениј Ветров |  |

| 11. октобар 2011. 19:30 |                                                                                            | Локомотива Кубањ | 71 : 78                                                         | Лијетувос Ритас | Баскет хол арена, Краснодар Судије: Миливоје Јовчић, Јакуб Замојски, Сергеј Чебишев |  |
| 11. октобар 2011. 19:30 | Четвртине: 19:22, 19:20, 14:20, 19:16                                                      |                  |                                                                 |                 | Баскет хол арена, Краснодар Судије: Миливоје Јовчић, Јакуб Замојски, Сергеј Чебишев |  |
| 11. октобар 2011. 19:30 | Поени: Лајонел Чалмерс, Али Траоре 15 Скокови: Примож Брежец 7 Асистенције: Сергеј Биков 5 |                  | Тајрис Рајс 20 Артурас Јомантас 5 Тајрис Рајс, Лоренс Робертс 3 |                 | Баскет хол арена, Краснодар Судије: Миливоје Јовчић, Јакуб Замојски, Сергеј Чебишев |  |

| 13. октобар 2011. 18:00 |                                                                              | Азовмаш | 83 : 73                                               | Лијетувос Ритас | Азовмаш арена, Маријупољ Судије: Миливоје Јовчић, Мурат Биричик, Оскар Лучис |  |
| 13. октобар 2011. 18:00 | Четвртине: 25:19, 26:16, 16:15, 22:23                                        |         |                                                       |                 | Азовмаш арена, Маријупољ Судије: Миливоје Јовчић, Мурат Биричик, Оскар Лучис |  |
| 13. октобар 2011. 18:00 | Поени: Данијел Јуинг 15 Скокови: Хасан Ризвић 7 Асистенције: Данијел Јуинг 6 |         | Реналдас Сејбутис 18 Лоренс Робертс 11 Тајрис Рајс 12 |                 | Азовмаш арена, Маријупољ Судије: Миливоје Јовчић, Мурат Биричик, Оскар Лучис |  |

| 14. октобар 2011. 20:00 | | ЦСКА | 92 : 60                                                             | Јенисеј | Универзални спортски комплекс ЦСКА, Москва Судије: Саша Пукл, Томас Јасевичијус, Антон Махлин |  |
| 14. октобар 2011. 20:00 | Четвртине: 31:18, 18:12, 21:16, 22:14                                                                 |      |                                                                     |         | Универзални спортски комплекс ЦСКА, Москва Судије: Саша Пукл, Томас Јасевичијус, Антон Махлин |  |
| 14. октобар 2011. 20:00 | Поени: Јевгениј Воронов 12 Скокови: Александар Каун, Андреј Кириленко 6 Асистенције: Милош Теодосић 7 |      | Јасмин Хукић 12 Јасмин Хукић 6 Андреј Комаровски, Марко Мариновић 3 |         | Универзални спортски комплекс ЦСКА, Москва Судије: Саша Пукл, Томас Јасевичијус, Антон Махлин |  |

| 15. октобар 2011. 17:00 |                                                                               | Локомотива Кубањ | 79 : 66                                   | Проком | Баскет хол арена, Краснодар Судије: Саша Пукл, Томас Јасевичијус, Борис Шуљга |  |
| 15. октобар 2011. 17:00 | Четвртине: 23:15, 15:15, 23:25, 18:11                                         |                  |                                           |        | Баскет хол арена, Краснодар Судије: Саша Пукл, Томас Јасевичијус, Борис Шуљга |  |
| 15. октобар 2011. 17:00 | Поени: Николај Падијус 16 Скокови: Примож Брежец 7 Асистенције: 3 играча по 3 |                  | Алонсо Џи 15 Алонсо Џи 8 Оливер Лафајет 3 |        | Баскет хол арена, Краснодар Судије: Саша Пукл, Томас Јасевичијус, Борис Шуљга |  |

| 15. октобар 2011. 19:00 |                                                                                              | Минск-2006 | 67 : 87                                              | Лијетувос Ритас | Минск арена, Минск Судије: Владимир Драбиковски, Дариуш Ленчовски, Алексеј Давидов |  |
| 15. октобар 2011. 19:00 | Четвртине: 24:19, 8:30, 17:22, 18:16                                                         |            |                                                      |                 | Минск арена, Минск Судије: Владимир Драбиковски, Дариуш Ленчовски, Алексеј Давидов |  |
| 15. октобар 2011. 19:00 | Поени: Џастин Нокс, Мелвин Хоџ 12 Скокови: Александар Кудрјавцев 5 Асистенције: Мелвин Хоџ 6 |            | Лоренс Робертс 18 Предраг Самарџиски 8 4 играча по 1 |                 | Минск арена, Минск Судије: Владимир Драбиковски, Дариуш Ленчовски, Алексеј Давидов |  |

| 16. октобар 2011. 17:00 |                                                                                         | Спартак Санкт Петербург | 79 : 62                                          | Нимбурк | Спортски центар Јубилејни, Санкт Петербург Судије: Борис Шуљга, Петри Ментиле, Јургис Лавринавичијус |  |
| 16. октобар 2011. 17:00 | Четвртине: 19:16, 14:16, 18:14, 28:16                                                   |                         |                                                  |         | Спортски центар Јубилејни, Санкт Петербург Судије: Борис Шуљга, Петри Ментиле, Јургис Лавринавичијус |  |
| 16. октобар 2011. 17:00 | Поени: Лукас Маврокефалидес 15 Скокови: Валериј Лиходеј 9 Асистенције: Патрик Беверли 6 |                         | Ламејн Вилсон 18 Ламејн Вилсон 7 Павел Пумпрла 3 |         | Спортски центар Јубилејни, Санкт Петербург Судије: Борис Шуљга, Петри Ментиле, Јургис Лавринавичијус |  |

| 19. октобар 2011. 19:00 |                                                                                 | Јенисеј | 99 : 89                                  | Минск-2006 | Спортска палата Иван Јаригин, Краснојарск Судије: Јакуб Замојски, Оскар Лефверт, Сретен Радовић |  |
| 19. октобар 2011. 19:00 | Четвртине: 22:17, 21:20, 27:19, 29:33                                           |         |                                          |            | Спортска палата Иван Јаригин, Краснојарск Судије: Јакуб Замојски, Оскар Лефверт, Сретен Радовић |  |
| 19. октобар 2011. 19:00 | Поени: Лони Бакстер 23 Скокови: Лони Бакстер 6 Асистенције: Елмедин Кикановић 5 |         | Мелвин Хоџ 22 Мелвин Хоџ 11 Мелвин Хоџ 7 |            | Спортска палата Иван Јаригин, Краснојарск Судије: Јакуб Замојски, Оскар Лефверт, Сретен Радовић |  |

| 20. октобар 2011. 19:00 |                                                                                        | Спартак Санкт Петербург | 86 : 74                        | Локомотива Кубањ | Спортски центар Јубилејни, Санкт Петербург Судије: Сергеј Михаилов, Рафаел Ганијев, Семјон Овинов |  |
| 20. октобар 2011. 19:00 | Четвртине: 24:14, 17:15, 17:27, 28:18                                                  |                         |                                |                  | Спортски центар Јубилејни, Санкт Петербург Судије: Сергеј Михаилов, Рафаел Ганијев, Семјон Овинов |  |
| 20. октобар 2011. 19:00 | Поени: Јотам Халперин 22 Скокови: Лукас Маврокефалидес 9 Асистенције: Патрик Беверли 5 |                         | Примож Брежец 7 Сергеј Биков 7 |                  | Спортски центар Јубилејни, Санкт Петербург Судије: Сергеј Михаилов, Рафаел Ганијев, Семјон Овинов |  |

| 20. октобар 2011. 19:30 |                                                                            | ЦСКА | 80 : 69                                         | Нимбурк | Унивезални спортски комплекс ЦСКА, Москва Судије: Јакуб Замојски, Оскар Леферт, Сретен Радовић |  |
| 20. октобар 2011. 19:30 | Четвртине: 17:24, 24:15, 18:20, 21:10                                      |      |                                                 |         | Унивезални спортски комплекс ЦСКА, Москва Судије: Јакуб Замојски, Оскар Леферт, Сретен Радовић |  |
| 20. октобар 2011. 19:30 | Поени: Алексеј Швед 16 Скокови: Виктор Хрјапа 7 Асистенције: 3 играча по 2 |      | Честер Симонс 26 Ламејн Вилсон 7 Јуџин Лоренс 9 |         | Унивезални спортски комплекс ЦСКА, Москва Судије: Јакуб Замојски, Оскар Леферт, Сретен Радовић |  |

| 23. октобар 2011. 16:00 |                                                                              | Нимбурк | 86 : 94                                             | Азовмаш | ЧЕЗ Арена, Нимбурк Судије: Јануш Цалик, Олег Латишев, Аре Халико |  |
| 23. октобар 2011. 16:00 | Четвртине: 28:32, 18:22, 21:18, 19:22                                        |         |                                                     |         | ЧЕЗ Арена, Нимбурк Судије: Јануш Цалик, Олег Латишев, Аре Халико |  |
| 23. октобар 2011. 16:00 | Поени: Честер Симонс 21 Скокови: Павел Пумпрла 7 Асистенције: Јуџин Лоренс 5 |         | Радослав Ранчик 27 Радослав Ранчик 11 2 играча по 2 |         | ЧЕЗ Арена, Нимбурк Судије: Јануш Цалик, Олег Латишев, Аре Халико |  |

| 23. октобар 2011. 17:00 |                                                                                          | Локомотива Кубањ | 64 : 77                                                 | ЦСКА | Баскет хол арена, Краснодар Судије: Роберт Паулик, Оскар Лучис, Сергеј Зашчук |  |
| 23. октобар 2011. 17:00 | Четвртине: 20:12, 15:22, 11:20, 18:23                                                    |                  |                                                         |      | Баскет хол арена, Краснодар Судије: Роберт Паулик, Оскар Лучис, Сергеј Зашчук |  |
| 23. октобар 2011. 17:00 | Поени: Кеј Си Риверс 19 Скокови: Кеј Си Риверс, Али Траоре 7 Асистенције: Сергеј Биков 5 |                  | Андреј Кириленко 18 Андреј Кириленко 9 Милош Теодосић 4 |      | Баскет хол арена, Краснодар Судије: Роберт Паулик, Оскар Лучис, Сергеј Зашчук |  |

| 23. октобар 2011. 20:00 |                                                                           | Проком | 67 : 77                                             | Спартак | Спортска арена Гдиња, Гдиња Судије: Ладо Шаро, Роберт Виклицки |  |
| 23. октобар 2011. 20:00 | Четвртине: 25:17, 8:24, 20:12, 14:24                                      |        |                                                     |         | Спортска арена Гдиња, Гдиња Судије: Ладо Шаро, Роберт Виклицки |  |
| 23. октобар 2011. 20:00 | Поени: Алонсо Џи 25 Скокови: Алонсо Џи 11 Асистенције: Џерел Блесингејм 4 |        | Јотам Халперин 22 Патрик Беверли 5 Јотам Халперин 5 |         | Спортска арена Гдиња, Гдиња Судије: Ладо Шаро, Роберт Виклицки |  |

| 26. октобар 2011. 18:00 |                                                                                   | Азовмаш | 95 : 77                                      | Минск-2006 | Азовмаш арена, Маријупољ Судије: Илија Белошевић, Арнис Озолс, Миндаугас Вечерскис |  |
| 26. октобар 2011. 18:00 | Четвртине: 27:18, 22:20, 21:13, 25:26                                             |         |                                              |            | Азовмаш арена, Маријупољ Судије: Илија Белошевић, Арнис Озолс, Миндаугас Вечерскис |  |
| 26. октобар 2011. 18:00 | Поени: Радослав Ранчик 19 Скокови: Олексиј Печеров 8 Асистенције: Данијел Јуинг 7 |         | Двејн Хокинс 17 Двејн Хокинс 10 Мелвин Хоџ 8 |            | Азовмаш арена, Маријупољ Судије: Илија Белошевић, Арнис Озолс, Миндаугас Вечерскис |  |

| 27. октобар 2011. 19:00 |                                                                               | Јенисеј | 70 : 91                                             | Спартак Санкт Петербург | Спортска палата Иван Јаригин, Краснојарск Судије: Сергеј Буланов, Максим Количев, Алексеј Давидов |  |
| 27. октобар 2011. 19:00 | Четвртине: 20:21, 17:19, 19:31, 14:20                                         |         |                                                     |                         | Спортска палата Иван Јаригин, Краснојарск Судије: Сергеј Буланов, Максим Количев, Алексеј Давидов |  |
| 27. октобар 2011. 19:00 | Поени: Андреј Комаровски 15 Скокови: Лони Бакстер 5 Асистенције: Афик Нисим 4 |         | Патрик Беверли 21 Патрик Беверли 7 Патрик Беверли 6 |                         | Спортска палата Иван Јаригин, Краснојарск Судије: Сергеј Буланов, Максим Количев, Алексеј Давидов |  |

| 30. октобар 2011. 19:00 |                                                                                                | Јенисеј | 75 : 82                                                             | Лијетувос Ритас | Спортска палата Иван Јаригин, Краснојарск Судије: Владимир Драбиковски, Сергеј Чебишев, Ингус Бауманис |  |
| 30. октобар 2011. 19:00 | Четвртине: 11:27, 32:22, 13:17, 19:16                                                          |         |                                                                     |                 | Спортска палата Иван Јаригин, Краснојарск Судије: Владимир Драбиковски, Сергеј Чебишев, Ингус Бауманис |  |
| 30. октобар 2011. 19:00 | Поени: Андреј Трушкин, Андреј Комаровски 14 Скокови: Лони Бакстер 6 Асистенције: 3 играча по 2 |         | Тајрис Рајс 19 Јонас Валанчјунас 7 Тајрис Рајс, Реналдас Сејбутис 5 |                 | Спортска палата Иван Јаригин, Краснојарск Судије: Владимир Драбиковски, Сергеј Чебишев, Ингус Бауманис |  |

| 30. октобар 2011. 17:00 |                                                                                | Локомотива Кубањ | 72 : 63                                         | Нимбурк | Баскет хол арена, Краснодар Судије: Ладо Шаро, Мирослав Томов, Арнис Озолс |  |
| 30. октобар 2011. 17:00 | Четвртине: 19:17, 19:9, 15:22, 19:15                                           |                  |                                                 |         | Баскет хол арена, Краснодар Судије: Ладо Шаро, Мирослав Томов, Арнис Озолс |  |
| 30. октобар 2011. 17:00 | Поени: Кеј Си Риверс 16 Скокови: Максим Шелекето 8 Асистенције: Сергеј Биков 4 |                  | Честер Симонс 15 Ламејн Вилсон 7 Јуџин Лоренс 5 |         | Баскет хол арена, Краснодар Судије: Ладо Шаро, Мирослав Томов, Арнис Озолс |  |

| 31. октобар 2011. 19:00 |                                                                                             | Минск-2006 | 60 : 92                                                    | Проком | Минск арена, Минск Судије: Томас Јасевичијус, Сергеј Буланов, Борис Шуљга |  |
| 31. октобар 2011. 19:00 | Четвртине: 20:31, 10:20, 18:21, 12:20                                                       |            |                                                            |        | Минск арена, Минск Судије: Томас Јасевичијус, Сергеј Буланов, Борис Шуљга |  |
| 31. октобар 2011. 19:00 | Поени: Александар Кудрјавцев 19 Скокови: Мелвин Хоџ 10 Асистенције: Александар Кудрјавцев 5 |            | Адам Хрицанјук, Алонсо Џи 13 Алонсо Џи 13 Оливер Лафајет 3 |        | Минск арена, Минск Судије: Томас Јасевичијус, Сергеј Буланов, Борис Шуљга |  |

### Новембар
| 3. новембар 2011. 19:00 |                                                                                             | Спартак Санкт Петербург | 90 : 64                                                                | Минск-2006 | Спортски центар Јубилејни, Санкт Петербург Судије: Олег Латишев, Роберт Паулик, Аре Халико |  |
| 3. новембар 2011. 19:00 | Четвртине: 20:18, 30:10, 18:17, 22:19                                                       |                         |                                                                        |            | Спортски центар Јубилејни, Санкт Петербург Судије: Олег Латишев, Роберт Паулик, Аре Халико |  |
| 3. новембар 2011. 19:00 | Поени: Владимир Драгичевић 21 Скокови: Лукас Маврокефалидес 6 Асистенције: Патрик Беверли 7 |                         | Мајкл Хардин 21 Мајкл Хардин 13 Кортни Елдриџ, Александар Кудрјавцев 4 |            | Спортски центар Јубилејни, Санкт Петербург Судије: Олег Латишев, Роберт Паулик, Аре Халико |  |

| 5. новембар 2011. 18:00 |                                                                                   | ЦСКА | 72 : 45                                        | Азовмаш | Универзални спортски комплекс ЦСКА, Москва Судије: Олег Латишев, Роберт Паулик, Аре Халико |  |
| 5. новембар 2011. 18:00 | Четвртине: 18:11, 23:12, 15:14, 16:8                                              |      |                                                |         | Универзални спортски комплекс ЦСКА, Москва Судије: Олег Латишев, Роберт Паулик, Аре Халико |  |
| 5. новембар 2011. 18:00 | Поени: Ненад Крстић 18 Скокови: Андреј Воронцевич 9 Асистенције: Милош Теодосић 5 |      | Хасан Ризвић 10 Хасан Ризвић 8 Данијел Јуинг 5 |         | Универзални спортски комплекс ЦСКА, Москва Судије: Олег Латишев, Роберт Паулик, Аре Халико |  |

| 6. новембар 2011. 17:10 |                                                                             | Лијетувос Ритас | 78 : 72                                          | Нимбурк | Сименс арена, Вилњус Судије: Сергеј Михаилов, Арнис Озолс, Алексеј Давидов |  |
| 6. новембар 2011. 17:10 | Четвртине: 9:16, 15:12, 25:20, 19:24                                        |                 |                                                  |         | Сименс арена, Вилњус Судије: Сергеј Михаилов, Арнис Озолс, Алексеј Давидов |  |
| 6. новембар 2011. 17:10 | Поени: Тајрис Рајс 18 Скокови: Лоренс Робертс 11 Асистенције: Тајрис Рајс 8 |                 | Честер Симонс 26 Павел Пумпрла 8 Честер Симонс 5 |         | Сименс арена, Вилњус Судије: Сергеј Михаилов, Арнис Озолс, Алексеј Давидов |  |

| 11. новембар 2011. 19:10 |                                                                                    | Јенисеј | 66 : 69                                                             | Нимбурк | Спортска палата Иван Јаригин, Краснојарск Судије: Срђан Дозаи, Томас Јасевичијус, Томаш Кудлицки |  |
| 11. новембар 2011. 19:10 | Четвртине: 28:18, 11:11, 15:16, 12:24                                              |         |                                                                     |         | Спортска палата Иван Јаригин, Краснојарск Судије: Срђан Дозаи, Томас Јасевичијус, Томаш Кудлицки |  |
| 11. новембар 2011. 19:10 | Поени: Андреј Комаровски 17 Скокови: Лони Бакстер 9 Асистенције: Марко Мариновић 6 |         | Јуџин Лоренс 16 Ладислав Соколовски 6 Јуџин Лоренс, Ламејн Вилсон 4 |         | Спортска палата Иван Јаригин, Краснојарск Судије: Срђан Дозаи, Томас Јасевичијус, Томаш Кудлицки |  |

| 13. новембар 2011. 20:00 |                                                                                     | Проком | 65 : 74                                                    | ЦСКА | Спортска арена Гдиња, Гдиња Судије: Миливоје Јовчић, Борис Шуљга, Оскар Лефверт |  |
| 13. новембар 2011. 20:00 | Четвртине: 16:24, 23:17, 12:22, 14:11                                               |        |                                                            |      | Спортска арена Гдиња, Гдиња Судије: Миливоје Јовчић, Борис Шуљга, Оскар Лефверт |  |
| 13. новембар 2011. 20:00 | Поени: Донатас Мотијејунас 21 Скокови: Адам Лапета 12 Асистенције: Оливер Лафајет 7 |        | Андреј Воронцевич 20 Андреј Воронцевич 12 Милош Теодосић 6 |      | Спортска арена Гдиња, Гдиња Судије: Миливоје Јовчић, Борис Шуљга, Оскар Лефверт |  |

| 18. новембар 2011. 19:00 |                                                                                       | Минск-2006 | 83 : 89                                              | Локомотива Кубањ | Минск арена, Минск Судије: Сергеј Зашчук, Оскар Лучис, Јургис Лавринавичијус |  |
| 18. новембар 2011. 19:00 | Четвртине: 23:23, 20:24, 18:23, 22:19                                                 |            |                                                      |                  | Минск арена, Минск Судије: Сергеј Зашчук, Оскар Лучис, Јургис Лавринавичијус |  |
| 18. новембар 2011. 19:00 | Поени: Александар Кудрјавцев 23 Скокови: Мајкл Хардин 8 Асистенције: Кортни Елдриџ 12 |            | Лајонел Чалмерс 19 Џереми Меси 9 Максим Григоријев 3 |                  | Минск арена, Минск Судије: Сергеј Зашчук, Оскар Лучис, Јургис Лавринавичијус |  |

### Децембар
| 2. децембар 2011. 18:00 |                                                                                       | Азовмаш | 64 : 66                                                   | Спартак Санкт Петербург | Азовмаш арена, Маријупољ Судије: Оскар Лучис, Томаш Кудлицки, Ингус Бауманис |  |
| 2. децембар 2011. 18:00 | Четвртине: 22:14, 13:17, 20:12, 9:23                                                  |         |                                                           |                         | Азовмаш арена, Маријупољ Судије: Оскар Лучис, Томаш Кудлицки, Ингус Бауманис |  |
| 2. децембар 2011. 18:00 | Поени: Олександр Количенко 13 Скокови: Хасан Ризвић 6 Асистенције: Артјом Слипенчук 4 |         | Јотам Халперин 16 Владимир Драгичевић 11 Јотам Халперин 7 |                         | Азовмаш арена, Маријупољ Судије: Оскар Лучис, Томаш Кудлицки, Ингус Бауманис |  |

| 3. децембар 2011. 19:10 |                                                                                | Јенисеј | 83 : 67                                                       | Локомотива Кубањ | Спортска палата Иван Јаригин, Краснојарск Судије: Аре Халико, Роберт Паулик, Александар Сирица |  |
| 3. децембар 2011. 19:10 | Четвртине: 18:12, 30:13, 17:21, 18:21                                          |         |                                                               |                  | Спортска палата Иван Јаригин, Краснојарск Судије: Аре Халико, Роберт Паулик, Александар Сирица |  |
| 3. децембар 2011. 19:10 | Поени: Марко Мариновић 20 Скокови: 4 играча по 5 Асистенције: Сергеј Топоров 6 |         | Џереми Меси 15 Џереми Меси, Примож Брежец по 6 Сергеј Биков 4 |                  | Спортска палата Иван Јаригин, Краснојарск Судије: Аре Халико, Роберт Паулик, Александар Сирица |  |

| 3. децембар 2011. 19:00 |                                                                                | ЦСКА | 89 : 75                                                               | Лијетувос Ритас | Универзални спортски комплекс ЦСКА, Москва Судије: Срђан Дозаи, Јакуб Замојски, Роберт Виклицки |  |
| 3. децембар 2011. 19:00 | Четвртине: 19:22, 22:18, 21:18, 27:17                                          |      |                                                                       |                 | Универзални спортски комплекс ЦСКА, Москва Судије: Срђан Дозаи, Јакуб Замојски, Роберт Виклицки |  |
| 3. децембар 2011. 19:00 | Поени: Алексеј Швед 16 Скокови: Александар Каун 8 Асистенције: Џамонт Гордон 5 |      | Тајрис Рајс 25 Јонас Валанчјунас 6 Тајрис Рајс, Александар Рашић по 4 |                 | Универзални спортски комплекс ЦСКА, Москва Судије: Срђан Дозаи, Јакуб Замојски, Роберт Виклицки |  |

| 4. децембар 2011. 16:30 |                                                                              | Нимбурк | 75 : 68                                                          | Проком | ЧЕЗ Арена, Нимбурк Судије: Борис Шуљга, Оскарс Лучис, Арнис Озолс |  |
| 4. децембар 2011. 16:30 | Четвртине: 19:13, 20:17, 17:12, 19:26                                        |         |                                                                  |        | ЧЕЗ Арена, Нимбурк Судије: Борис Шуљга, Оскарс Лучис, Арнис Озолс |  |
| 4. децембар 2011. 16:30 | Поени: Честер Симонс 19 Скокови: Јуџин Лоренс 6 Асистенције: Павел Пумпрла 4 |         | Донатас Мотијејунас 19 Донатас Мотијејунас 18 Џерел Блесингејм 7 |        | ЧЕЗ Арена, Нимбурк Судије: Борис Шуљга, Оскарс Лучис, Арнис Озолс |  |

| 10. децембар 2011. 16:00 |                                                                                         | Проком | 74 : 73                                          | Лијетувос Ритас | Спортска арена Гдиња, Гдиња Судије: Борис Рижик, Олег Латишев, Аре Халико |  |
| 10. децембар 2011. 16:00 | Четвртине: 9:11, 21:25, 14:6, 19:21                                                     |        |                                                  |                 | Спортска арена Гдиња, Гдиња Судије: Борис Рижик, Олег Латишев, Аре Халико |  |
| 10. децембар 2011. 16:00 | Поени: Донатас Мотијејунас 16 Скокови: Адам Хрицанјук 7 Асистенције: Џерел Блесингејм 8 |        | Тајрис Рајс 19 Јонас Валанчјунас 7 Тајрис Рајс 7 |                 | Спортска арена Гдиња, Гдиња Судије: Борис Рижик, Олег Латишев, Аре Халико |  |

| 16. децембар 2011. 19:30 |                                                                            | Локомотива Кубањ | 84 : 76                                       | Азовмаш | Баскет хол арена, Краснодар Судије: Олег Латишев, Иво Долинек, Мартинас Гудас |  |
| 16. децембар 2011. 19:30 | Четвртине: 25:26, 19:15, 27:18, 13:17                                      |                  |                                               |         | Баскет хол арена, Краснодар Судије: Олег Латишев, Иво Долинек, Мартинас Гудас |  |
| 16. децембар 2011. 19:30 | Поени: Џереми Меси 23 Скокови: Али Траоре 9 Асистенције: Лајонел Чалмерс 6 |                  | Рики Минард 18 Хасан Ризвић 7 Данијел Јуинг 3 |         | Баскет хол арена, Краснодар Судије: Олег Латишев, Иво Долинек, Мартинас Гудас |  |

| 18. децембар 2011. 19:00 |                                                                              | Минск-2006 | 84 : 92                                       | Нимбурк | Минск арена, Минск Судије: Миливоје Јовчић, Томас Јасевичијус, Сергеј Чебишев |  |
| 18. децембар 2011. 19:00 | Четвртине: 15:20, 24:19, 21:22, 24:31                                        |            |                                               |         | Минск арена, Минск Судије: Миливоје Јовчић, Томас Јасевичијус, Сергеј Чебишев |  |
| 18. децембар 2011. 19:00 | Поени: Кортни Елдриџ 17 Скокови: Џастин Нокс 15 Асистенције: Кортни Елдриџ 4 |            | Честер Симонс 35 Петр Бенда 11 Јуџин Лоренс 4 |         | Минск арена, Минск Судије: Миливоје Јовчић, Томас Јасевичијус, Сергеј Чебишев |  |

| 23. децембар 2011. 18:00 |                                                                                                 | Азовмаш | 95 : 74                                                                     | Јенисеј | Азовмаш арена, Маријупољ Судије: Јургис Лавринавичијус, Оскар Лучис, Аре Халико |  |
| 23. децембар 2011. 18:00 | Четвртине: 25:23, 27:15, 22:17, 21:19                                                           |         |                                                                             |         | Азовмаш арена, Маријупољ Судије: Јургис Лавринавичијус, Оскар Лучис, Аре Халико |  |
| 23. децембар 2011. 18:00 | Поени: Данијел Јуинг 16 Скокови: Рики Минард, Максим Ившин по 6 Асистенције: Артјом Слипенчук 9 |         | Елмедин Кикановић 15 Елмедин Кикановић, Андреј Трушкин 7 Вјачеслав Зајцев 5 |         | Азовмаш арена, Маријупољ Судије: Јургис Лавринавичијус, Оскар Лучис, Аре Халико |  |

### Јануар
| 3. јануар 2012. 19:00 |                                                                                | Лијетувос Ритас | 72 : 61                                                                      | Спартак Санкт Петербург | Сименс арена, Вилњус |  |
| 3. јануар 2012. 19:00 | Четвртине: 14:13, 21:16, 20:19, 17:13                                          |                 |                                                                              |                         | Сименс арена, Вилњус |  |
| 3. јануар 2012. 19:00 | Поени: Тајрис Рајс 17 Скокови: Јонас Валанчјунас 11 Асистенције: Тајрис Рајс 3 |                 | Валериј Лиходеј, Патрик Беверли по 11 Владимир Драгичевић 9 Патрик Беверли 6 |                         | Сименс арена, Вилњус |  |

| 4. јануар 2012. 19:00 |                                                                                  | Минск-2006 | 52 : 96                                            | ЦСКА | Минск арена, Минск Судије: Саша Пукл, Томас Јасевичијус, Дариуш Ленчовски |  |
| 4. јануар 2012. 19:00 | Четвртине: 8:22, 21:29, 17:20, 6:25                                              |            |                                                    |      | Минск арена, Минск Судије: Саша Пукл, Томас Јасевичијус, Дариуш Ленчовски |  |
| 4. јануар 2012. 19:00 | Поени: Двејн Хокинс 18 Скокови: Алексеј Тростинецки 6 Асистенције: 4 играча по 1 |            | Алексеј Швед 15 Виктор Хрјапа 10 Антон Понкрашов 4 |      | Минск арена, Минск Судије: Саша Пукл, Томас Јасевичијус, Дариуш Ленчовски |  |

| 4. јануар 2012. 19:10 |                                                                                     | Јенисеј | 102 : 79                                                         | Проком | Спортска палата Иван Јаригин, Краснојарск Судије: Миливоје Јовчић, Сергеј Зашчук, Ингус Бауманис |  |
| 4. јануар 2012. 19:10 | Четвртине: 21:22, 37:16, 26:18, 18:23                                               |         |                                                                  |        | Спортска палата Иван Јаригин, Краснојарск Судије: Миливоје Јовчић, Сергеј Зашчук, Ингус Бауманис |  |
| 4. јануар 2012. 19:10 | Поени: Марко Мариновић 17 Скокови: Лони Бакстер 10 Асистенције: Андреј Комаровски 4 |         | Донатас Мотијејунас 17 Донатас Мотијејунас 10 Џерел Блесингејм 6 |        | Спортска палата Иван Јаригин, Краснојарск Судије: Миливоје Јовчић, Сергеј Зашчук, Ингус Бауманис |  |

| 9. јануар 2012. 14:00 |                                                                               | Азовмаш | 66 : 74                                         | Проком | Азовмаш арена, Маријупољ Судије: Срђан Дозаи, Олег Латишев, Ингус Бауманис |  |
| 9. јануар 2012. 14:00 | Четвртине: 18:20, 12:21, 14:14, 22:19                                         |         |                                                 |        | Азовмаш арена, Маријупољ Судије: Срђан Дозаи, Олег Латишев, Ингус Бауманис |  |
| 9. јануар 2012. 14:00 | Поени: Радослав Ранчик 18 Скокови: Артур Дроздов 8 Асистенције: Рики Минард 4 |         | 3 играча по 14 Петр Шчотка 9 Џерел Блесингејм 5 |        | Азовмаш арена, Маријупољ Судије: Срђан Дозаи, Олег Латишев, Ингус Бауманис |  |

| 9. јануар 2012. 18:00 |                                                                             | Нимбурк | 74 : 73                                                                                                   | Спартак Санкт Петербург | ЧЕЗ Арена, Нимбурк Судије: Јакуб Замојски, Оскар Лучис, Мартинас Гудас |  |
| 9. јануар 2012. 18:00 | Четвртине: 24:14, 19:20, 17:20, 14:19                                       |         | |                         | ЧЕЗ Арена, Нимбурк Судије: Јакуб Замојски, Оскар Лучис, Мартинас Гудас |  |
| 9. јануар 2012. 18:00 | Поени: Ламејн Вилсон 21 Скокови: Ламејн Вилсон 8 Асистенције: Мајк Лензли 4 |         | Владимир Драгичевић, Лукас Маврокефалидес по 21 Владимир Драгичевић, Патрик Беверли по 7 Јотам Халперин 6 |                         | ЧЕЗ Арена, Нимбурк Судије: Јакуб Замојски, Оскар Лучис, Мартинас Гудас |  |

| 11. јануар 2012. 19:00 | | Проком | 72 : 81                                     | Локомотива Кубањ | Спортска арена Гдиња, Гдиња Судије: Миндаугас Вечерскис, Александар Сирица, Срђан Дозаи |  |
| 11. јануар 2012. 19:00 | Четвртине: 22:21, 16:18, 17:14, 17:28                                                                         |        |                                             |                  | Спортска арена Гдиња, Гдиња Судије: Миндаугас Вечерскис, Александар Сирица, Срђан Дозаи |  |
| 11. јануар 2012. 19:00 | Поени: Џерел Блесингејм 17 Скокови: Донатас Мотијејунас 11 Асистенције: Џерел Блесингејм, Оливер Лафајет по 5 |        | Џереми Меси 23 Џереми Меси 9 Сергеј Биков 7 |                  | Спортска арена Гдиња, Гдиња Судије: Миндаугас Вечерскис, Александар Сирица, Срђан Дозаи |  |

| 11. јануар 2012. 19^00 |                                                                                | Лијетувос Ритас | 67 : 84                                                 | ЦСКА | Сименс арена, Вилњус Судије: Сретен Радовић, Олег Латишев, Борис Шуљга |  |
| 11. јануар 2012. 19^00 | Четвртине: 15:15, 17:22, 19:33, 16:14                                          |                 |                                                         |      | Сименс арена, Вилњус Судије: Сретен Радовић, Олег Латишев, Борис Шуљга |  |
| 11. јануар 2012. 19^00 | Поени: Тајрис Рајс 15 Скокови: Јонас Валанчјунас 11 Асистенције: 4 играча по 2 |                 | Андреј Кириленко 13 Андреј Кириленко 6 Милош Теодосић 4 |      | Сименс арена, Вилњус Судије: Сретен Радовић, Олег Латишев, Борис Шуљга |  |

| 11. јануар 2012. 18:00 |                                                                            | Нимбурк | 105 : 63                                                                                       | Минск-2006 | ЧЕЗ Арена, Нимбурк Судије: Јакуб Замојски, Оскарс Лучис, Мартинас Гудас |  |
| 11. јануар 2012. 18:00 | Четвртине: 24:15, 26:15, 24:18, 31:15                                      |         |                                                                                                |            | ЧЕЗ Арена, Нимбурк Судије: Јакуб Замојски, Оскарс Лучис, Мартинас Гудас |  |
| 11. јануар 2012. 18:00 | Поени: Лукаш Пализа 20 Скокови: Ламејн Вилсон 6 Асистенције: Мајк Лензли 8 |         | Александар Кудрјавцев 24 Алексеј Лашкевич, Џастин Нокс по 7 Џастин Нокс, Алексеј Лашкевич по 2 |            | ЧЕЗ Арена, Нимбурк Судије: Јакуб Замојски, Оскарс Лучис, Мартинас Гудас |  |

| 14. јануар 2012. 19:00 |                                                                                     | Минск-2006 | 81 : 90                                          | Азовмаш | Минск арена, Минск Судије: Роберт Паулик, Томаш Кудлицки, Марек Малишевски |  |
| 14. јануар 2012. 19:00 | Четвртине: 16:26, 27:19, 20:27, 18:18                                               |            |                                                  |         | Минск арена, Минск Судије: Роберт Паулик, Томаш Кудлицки, Марек Малишевски |  |
| 14. јануар 2012. 19:00 | Поени: Александр Кудрјавцев 27 Скокови: Двејн Хокинс 14 Асистенције: Двејн Хокинс 6 |            | Ратко Варда 15 Артур Дроздов 7 Радослав Ранчик 3 |         | Минск арена, Минск Судије: Роберт Паулик, Томаш Кудлицки, Марек Малишевски |  |

| 21. јануар 2012. 14:00 |                                                                               | Азовмаш | 79 : 78                                    | Локомотива Кубањ | Азовмаш арена, Маријупољ Судије: Јакуб Замојски, Роберт Виклицки, Аре Халико |  |
| 21. јануар 2012. 14:00 | Четвртине: 26:28, 12:17, 20:20, 21:13                                         |         |                                            |                  | Азовмаш арена, Маријупољ Судије: Јакуб Замојски, Роберт Виклицки, Аре Халико |  |
| 21. јануар 2012. 14:00 | Поени: Данијел Јуинг 21 Скокови: Артур Дроздов 8 Асистенције: Данијал Јуинг 7 |         | Али Траоре 25 Џереми Меси 7 Сергеј Биков 7 |                  | Азовмаш арена, Маријупољ Судије: Јакуб Замојски, Роберт Виклицки, Аре Халико |  |

| 21. јануар 2012. 17:00 | | Спартак Санкт Петербург | 61 : 59                                                                     | Јенисеј | Спортски центар Јубилејни, Санкт Петербург Судије: Олег Латишев, Роберт Паулик, Миндаугас Вечерскис |  |
| 21. јануар 2012. 17:00 | Четвртине: 14:13, 13:12, 17:18, 17:16                                                                    |                         |                                                                             |         | Спортски центар Јубилејни, Санкт Петербург Судије: Олег Латишев, Роберт Паулик, Миндаугас Вечерскис |  |
| 21. јануар 2012. 17:00 | Поени: Патрик Беверли, Владимир Драгичевић по 11 Скокови: Патрик Беверли 9 Асистенције: Патрик Беверли 5 |                         | Андреј Комаровски 13 Андреј Комаровски, Лони Бакстер по 6 Марко Мариновић 5 |         | Спортски центар Јубилејни, Санкт Петербург Судије: Олег Латишев, Роберт Паулик, Миндаугас Вечерскис |  |

| 21. јануар 2012. 18:00 |                                                                                     | ЦСКА | 110 : 60                                              | Минск-2006 | Универзални спортски комплекс ЦСКА, Москва Судије: Арнис Озолс, Марек Малишевски, Ингус Бауманис |  |
| 21. јануар 2012. 18:00 | Четвртине: 15:11, 37:12, 33:16, 25:21                                               |      |                                                       |            | Универзални спортски комплекс ЦСКА, Москва Судије: Арнис Озолс, Марек Малишевски, Ингус Бауманис |  |
| 21. јануар 2012. 18:00 | Поени: Александар Каун 18 Скокови: Дмитриј Соколов 8 Асистенције: Антон Понкрашов 9 |      | Двејн Хокинс 19 Џастин Нокс 7 Александар Кудрјавцев 4 |            | Универзални спортски комплекс ЦСКА, Москва Судије: Арнис Озолс, Марек Малишевски, Ингус Бауманис |  |

| 22. јануар 2012. 19:00 |                                                                              | Нимбурк | 80 : 73                                                                   | Лијетувос Ритас | ЧЕЗ Арена, Нимбурк Судије: Александар Горшков, Антон Махлин, Ингус Бауманис |  |
| 22. јануар 2012. 19:00 | Четвртине: 23:19, 13:13, 22:23, 22:18                                        |         |                                                                           |                 | ЧЕЗ Арена, Нимбурк Судије: Александар Горшков, Антон Махлин, Ингус Бауманис |  |
| 22. јануар 2012. 19:00 | Поени: Павел Пумпрла 18 Скокови: Ламејн Вилсон 9 Асистенције: Јуџин Лоренс 9 |         | Тајрис Рајс 19 Јонас Валанчјунас, Лоренс Робертс по 10 Александар Рашић 4 |                 | ЧЕЗ Арена, Нимбурк Судије: Александар Горшков, Антон Махлин, Ингус Бауманис |  |

| 29. јануар 2012. 19:00 |                                                                                              | Проком | 77 : 66                                         | Нимбурк | Спортска арена Гдиња, Гдиња Судије: Петри Ментиле, Апостолос Калпакас, Јургис Лавринавичијус |  |
| 29. јануар 2012. 19:00 | Четвртине: 19:6, 15:15, 23:14, 20:31                                                         |        |                                                 |         | Спортска арена Гдиња, Гдиња Судије: Петри Ментиле, Апостолос Калпакас, Јургис Лавринавичијус |  |
| 29. јануар 2012. 19:00 | Поени: Донатас Мотијејунас 21 Скокови: Донатас Мотијејунас 9 Асистенције: Џерел Блесингејм 7 |        | Адријан Абрамс 19 Петр Бенда 6 Адријан Абрамс 3 |         | Спортска арена Гдиња, Гдиња Судије: Петри Ментиле, Апостолос Калпакас, Јургис Лавринавичијус |  |

### Фебруар
| 3. фебруар 2012. 19:00 | | Спартак Санкт Петербург | 57 : 48                                           | Азовмаш | Спортски центар Јубилејни, Санкт Петербург Судије: Петри Ментиле, Мирослав Томов, Лахдо Шаро |  |
| 3. фебруар 2012. 19:00 | Четвртине: 13:10, 16:12, 14:10, 14:16                                                                            |                         |                                                   |         | Спортски центар Јубилејни, Санкт Петербург Судије: Петри Ментиле, Мирослав Томов, Лахдо Шаро |  |
| 3. фебруар 2012. 19:00 | Поени: Јанис Стрелнијекс 14 Скокови: Алексеј Котишевски 6 Асистенције: Алексеј Зозулин, Владимир Драгичевић по 4 |                         | Артур Дроздов 13 Артур Дроздов 11 Данијел Јуинг 2 |         | Спортски центар Јубилејни, Санкт Петербург Судије: Петри Ментиле, Мирослав Томов, Лахдо Шаро |  |

| 4. фебруар 2012. 19:00 |                                                                                          | КК РитасЛијетувос Ритас | 101 : 62                                             | Јенисеј | Сименс арена, Вилњус Судије: Оскар Лучис, Марек Малишевски |  |
| 4. фебруар 2012. 19:00 | Четвртине: 27:16, 23:16, 29:12, 22:18                                                    |                         |                                                      |         | Сименс арена, Вилњус Судије: Оскар Лучис, Марек Малишевски |  |
| 4. фебруар 2012. 19:00 | Поени: Јонас Валанчјунас 21 Скокови: Јонас Валанчјунас 9 Асистенције: Александар Рашић 6 |                         | Сергеј Топоров 9 Андреј Трушкин 7 Вјачеслав Зајцев 3 |         | Сименс арена, Вилњус Судије: Оскар Лучис, Марек Малишевски |  |

| 4. фебруар 2012. 17:00 |                                                                                   | Локомотива Кубањ | 87 : 66                                          | Минск-2006 | Баскет хол арена, Краснодар Судије: Аре Халико, Роберт Паулик, Сергеј Зашчук |  |
| 4. фебруар 2012. 17:00 | Четвртине: 23:19, 21:14, 27:16, 16:17                                             |                  |                                                  |            | Баскет хол арена, Краснодар Судије: Аре Халико, Роберт Паулик, Сергеј Зашчук |  |
| 4. фебруар 2012. 17:00 | Поени: Џереми Меси 25 Скокови: Григориј Шуховцов 10 Асистенције: Родерик Блекни 5 |                  | Алексеј Лашкевич 20 Џастин Нокс 10 4 играча по 2 |            | Баскет хол арена, Краснодар Судије: Аре Халико, Роберт Паулик, Сергеј Зашчук |  |

| 4. фебруар 2012. 18:00 |                                                                                      | ЦСКА | 86 : 81                                                   | Проком | Универзални спортски комплекс ЦСКА, Москва Судије: Петри Ментиле, Мирослав Томов, Лахдо Шаро |  |
| 4. фебруар 2012. 18:00 | Четвртине: 16:20, 27:12, 23:19, 20:30                                                |      |                                                           |        | Универзални спортски комплекс ЦСКА, Москва Судије: Петри Ментиле, Мирослав Томов, Лахдо Шаро |  |
| 4. фебруар 2012. 18:00 | Поени: Дарјуш Лавринович 13 Скокови: Андреј Воронцевич 8 Асистенције: Алексеј Швед 4 |      | Џерел Блесингејм 19 Џерел Блесингејм 7 Џерел Блесингејм 5 |        | Универзални спортски комплекс ЦСКА, Москва Судије: Петри Ментиле, Мирослав Томов, Лахдо Шаро |  |

| 8. фебруар 2012. 19:00 |                                                                            | Минск-2006 | 91 : 84                                        | Јенисеј | Минск арена, Минск Судије: Олег Латишев, Миндаугас Вечерскис, Јануш Цалик |  |
| 8. фебруар 2012. 19:00 | Четвртине: 26:25, 28:15, 15:26, 22:18                                      |            |                                                |         | Минск арена, Минск Судије: Олег Латишев, Миндаугас Вечерскис, Јануш Цалик |  |
| 8. фебруар 2012. 19:00 | Поени: Џастин Нокс 27 Скокови: Џастин Нокс 10 Асистенције: Кортни Елдриџ 5 |            | Душан Шакота 18 Сергеј Топоров 6 Брајан Чејс 4 |         | Минск арена, Минск Судије: Олег Латишев, Миндаугас Вечерскис, Јануш Цалик |  |

| 11. фебруар 2012. 19:10 |                                                                                    | Јенисеј | 70 : 84                                                                | Азовмаш | Спортска палата Иван Јаригин, Краснојарск Судије: Јакуб Замојски, Оскар Лефверт, Иво Долинек |  |
| 11. фебруар 2012. 19:10 | Четвртине: 17:22, 14:18, 20:25, 19:19                                              |         |                                                                        |         | Спортска палата Иван Јаригин, Краснојарск Судије: Јакуб Замојски, Оскар Лефверт, Иво Долинек |  |
| 11. фебруар 2012. 19:10 | Поени: Душан Шакота 21 Скокови: Андреј Комаровски 8 Асистенције: Марко Мариновић 3 |         | Артур Дроздов 16 Артур Дроздов 10 Данијел Јуинг, Артјом Слипенчук по 3 |         | Спортска палата Иван Јаригин, Краснојарск Судије: Јакуб Замојски, Оскар Лефверт, Иво Долинек |  |

| 13. фебруар 2012. 19:00 | | Лијетувос Ритас | 59 : 54                                                                    | Проком | Сименс арена, Вилњус Судије: Александар Горшков, Сергеј Буланов, Сергеј Зашчук |  |
| 13. фебруар 2012. 19:00 | Четвртине: 13:11, 16:15, 15:9, 15:19                                                                      |                 |                                                                            |        | Сименс арена, Вилњус Судије: Александар Горшков, Сергеј Буланов, Сергеј Зашчук |  |
| 13. фебруар 2012. 19:00 | Поени: Јонас Валанчјунас 13 Скокови: Јонас Валанчјунас 14 Асистенције: Александар Рашић, Тајрис Рајс по 2 |                 | Џерел Блесингејм 19 Адам Хрицанјук 10 Џерел Блесингејм, Мајкл Куеблер по 2 |        | Сименс арена, Вилњус Судије: Александар Горшков, Сергеј Буланов, Сергеј Зашчук |  |

| 14. фебруар 2012. 18:00 |                                                                                                | Нимбурк | 65 : 71                                     | Локомотива Кубањ | ЧЕЗ Арена, Нимбурк Судије: Срђан Дозаи, Миндаугас Вечерскис, Марек Малишевски |  |
| 14. фебруар 2012. 18:00 | Четвртине: 17:19, 16:12, 15:8, 17:32                                                           |         |                                             |                  | ЧЕЗ Арена, Нимбурк Судије: Срђан Дозаи, Миндаугас Вечерскис, Марек Малишевски |  |
| 14. фебруар 2012. 18:00 | Поени: Честер Симонс 23 Скокови: Честер Симонс, Ламејн Вилсон по 6 Асистенције: Јуџен Лоренс 4 |         | Џереми Меси 16 Џереми Меси 13 3 играча по 2 |                  | ЧЕЗ Арена, Нимбурк Судије: Срђан Дозаи, Миндаугас Вечерскис, Марек Малишевски |  |

| 15. фебруар 2012. 19:10 |                                                                                           | Јенисеј | 60 : 74                                          | ЦСКА | Спортска палата Иван Јаригин, Краснојарск Судије: Јакуб Замојски, Оскар Лучис, Јургис Лавринавичијус |  |
| 15. фебруар 2012. 19:10 | Четвртине: 16:20, 20:19, 12:20, 12:15                                                     |         |                                                  |      | Спортска палата Иван Јаригин, Краснојарск Судије: Јакуб Замојски, Оскар Лучис, Јургис Лавринавичијус |  |
| 15. фебруар 2012. 19:10 | Поени: Андреј Комаровски 12 Скокови: Андреј Комаровски 8 Асистенције: Андреј Комаровски 5 |         | Милош Теодосић 15 4 играча по 5 Милош Теодосић 7 |      | Спортска палата Иван Јаригин, Краснојарск Судије: Јакуб Замојски, Оскар Лучис, Јургис Лавринавичијус |  |

| 15. фебруар 2012. 19:00 |                                                                                    | Минск-2006 | 66 : 88                                                                         | Спартак | Минск арена, Минск Судије: Саша Пукл, Дариуш Ленчовски, Мартинас Гудас |  |
| 15. фебруар 2012. 19:00 | Четвртине: 15:24, 16:23, 15:15, 20:26                                              |            |                                                                                 |         | Минск арена, Минск Судије: Саша Пукл, Дариуш Ленчовски, Мартинас Гудас |  |
| 15. фебруар 2012. 19:00 | Поени: Алексеј Тростинецки 15 Скокови: Џастин Нокс 10 Асистенције: Кортни Елдриџ 7 |            | Владимир Драгичевић 21 Владимир Драгичевић, Миха Зупан по 7 Јанис Стрелнијекс 8 |         | Минск арена, Минск Судије: Саша Пукл, Дариуш Ленчовски, Мартинас Гудас |  |

| 25. фебруар 2012. 18:00 |                                                                                      | ЦСКА | 74 : 53                                                   | Спартак | Универзални спортски комплекс ЦСКА, Москва Судије: Иво Долинек, Роберт Виклицки, Сергеј Зашчук |  |
| 25. фебруар 2012. 18:00 | Четвртине: 24:10, 12:14, 17:18, 21:11                                                |      |                                                           |         | Универзални спортски комплекс ЦСКА, Москва Судије: Иво Долинек, Роберт Виклицки, Сергеј Зашчук |  |
| 25. фебруар 2012. 18:00 | Поени: Дарјуш Лавринович 16 Скокови: Андреј Кириленко 9 Асистенције: Виктор Хрјапа 3 |      | Патрик Беверли 13 Лукас Маврокефалидес 6 Патрик Беверли 4 |         | Универзални спортски комплекс ЦСКА, Москва Судије: Иво Долинек, Роберт Виклицки, Сергеј Зашчук |  |

| 25. фебруар 2012. 17:10 |                                                                                               | Лијетувос Ритас | 84 : 63                                                             | Локомотива Кубањ | Сименс арена, Вилњус |  |
| 25. фебруар 2012. 17:10 | Четвртине: 15:18, 25:7, 25:23, 19:15                                                          |                 |                                                                     |                  | Сименс арена, Вилњус |  |
| 25. фебруар 2012. 17:10 | Поени: Реналдас Сејбутис 19 Скокови: Јонас Валанчијунас 12 Асистенције: Миндаугас Кателинас 4 |                 | Сергеј Биков 14 Џереми Меси 10 Владо Илијевски, Родерик Блекни по 3 |                  | Сименс арена, Вилњус |  |

| 29. фебруар 2012. 17:45 |                                                                                               | Проком | 89 : 73                                           | Јенисеј | Спортска арена Гдиња, Гдиња Судије: Мирослав Томов, Борис Габара, Мартинас Гудас |  |
| 29. фебруар 2012. 17:45 | Четвртине: 26:16, 19:20, 25:21, 19:16                                                         |        |                                                   |         | Спортска арена Гдиња, Гдиња Судије: Мирослав Томов, Борис Габара, Мартинас Гудас |  |
| 29. фебруар 2012. 17:45 | Поени: Пржемислав Замојски 22 Скокови: Донатас Мотијејунас 8 Асистенције: Џерел Блесингејм 11 |        | Андреј Трушкин 14 Лони Бакстер 6 Сергеј Топоров 5 |         | Спортска арена Гдиња, Гдиња Судије: Мирослав Томов, Борис Габара, Мартинас Гудас |  |

### Март
| 5. март 2012. 19:00 |                                                                                          | Проком | 89 : 79                                                     | Минск-2006 | Спортска арена Гдиња, Гдиња Судије: Владимир Охрименко, Ингус Бауманис, Семјон Овинов |  |
| 5. март 2012. 19:00 | Четвртине: 17:23, 28:23, 23:12, 21:21                                                    |        |                                                             |            | Спортска арена Гдиња, Гдиња Судије: Владимир Охрименко, Ингус Бауманис, Семјон Овинов |  |
| 5. март 2012. 19:00 | Поени: Донатас Мотијејунас 20 Скокови: Адам Хрицанјук 9 Асистенције: Џерел Блесингејм 15 |        | Александар Кудрјавцев 20 Алексеј Лашкевич 9 Кортни Елдриџ 4 |            | Спортска арена Гдиња, Гдиња Судије: Владимир Охрименко, Ингус Бауманис, Семјон Овинов |  |

| 7. март 2012. 19:00 |                                                                                                 | Лијетувос Ритас | 72 : 61                                         | Азовмаш | Сименс арена, Вилњус Судије: Сергеј Круг, Аре Халико, Јевгениј Ветров |  |
| 7. март 2012. 19:00 | Четвртине: 15:19, 22:13, 20:18, 15:11                                                           |                 |                                                 |         | Сименс арена, Вилњус Судије: Сергеј Круг, Аре Халико, Јевгениј Ветров |  |
| 7. март 2012. 19:00 | Поени: Тајрис Рајс, Јонас Валанчјунас 16 Скокови: Артурас Јомантас 7 Асистенције: Тајрис Рајс 4 |                 | Данијел Јуинг 11 Отело Хантер 9 Данијел Јуинг 4 |         | Сименс арена, Вилњус Судије: Сергеј Круг, Аре Халико, Јевгениј Ветров |  |

| 7. март 2012. 19:30 |                                                                               | Локомотива Кубањ | 85 : 77                                                                            | Спартак | Баскет хол арена, Краснодар Судије: Арнис Озолс, Роберт Паулик, Јануш Цалик |  |
| 7. март 2012. 19:30 | Четвртине: 24:24, 22:25, 17:11, 22:17                                         |                  |                                                                                    |         | Баскет хол арена, Краснодар Судије: Арнис Озолс, Роберт Паулик, Јануш Цалик |  |
| 7. март 2012. 19:30 | Поени: Џереми Меси 21 Скокови: Џереми Меси 8 Асистенције: Максим Григоријев 5 |                  | Лукас Маврокефалидес 21 Лукас Маврокефалидес 8 Јотам Халперин, Патрик Беверли по 3 |         | Баскет хол арена, Краснодар Судије: Арнис Озолс, Роберт Паулик, Јануш Цалик |  |

| 7. март 2012. 18:00 |                                                                                | Нимбурк | 79 : 60                                           | ЦСКА | ЧЕЗ Арена, Нимбурк Судије: Јакуб Замојски, Оскар Лучис, Сергеј Зашчук |  |
| 7. март 2012. 18:00 | Четвртине: 22:20, 16:19, 22:12, 19:9                                           |         |                                                   |      | ЧЕЗ Арена, Нимбурк Судије: Јакуб Замојски, Оскар Лучис, Сергеј Зашчук |  |
| 7. март 2012. 18:00 | Поени: Честер Симонс 24 Скокови: Ламејн Вилсон 11 Асистенције: Ламејн Вилсон 5 |         | 3 играча по 10 Андреј Воронцевич 6 Алексеј Швед 3 |      | ЧЕЗ Арена, Нимбурк Судије: Јакуб Замојски, Оскар Лучис, Сергеј Зашчук |  |

| 10. март 2012. 17:00 |                                                                                | Локомотива Кубањ | 74 : 56                                                      | Јенисеј | Баскет хол арена, Краснодар Судије: Иво Долинек, Олег Латишев, Пјотр Ивашков |  |
| 10. март 2012. 17:00 | Четвртине: 27:15, 16:12, 20:14, 11:15                                          |                  |                                                              |         | Баскет хол арена, Краснодар Судије: Иво Долинек, Олег Латишев, Пјотр Ивашков |  |
| 10. март 2012. 17:00 | Поени: Кеј Си Риверс 21 Скокови: Џереми Меси 12 Асистенције: Владо Илијевски 6 |                  | Елмедин Кикановић 12 Андреј Комаровски 8 Андреј Комаровски 3 |         | Баскет хол арена, Краснодар Судије: Иво Долинек, Олег Латишев, Пјотр Ивашков |  |

| 10. март 2012. 14:00 |                                                                                | Азовмаш | 37 : 62                                                               | ЦСКА | Азовмаш арена, Маријупољ Судије: Борис Габара, Јургис Лавринавичијус, Марек Малишевски |  |
| 10. март 2012. 14:00 | Четвртине: 6:20, 11:13, 14:25, 6:4                                             |         |                                                                       |      | Азовмаш арена, Маријупољ Судије: Борис Габара, Јургис Лавринавичијус, Марек Малишевски |  |
| 10. март 2012. 14:00 | Поени: Радослав Ранчик 8 Скокови: Радослав Ранчик 7 Асистенције: 3 играча по 2 |         | Ненад Крстић 12 Виктор Хрјапа, Андреј Кириленко по 8 Милош Теодосић 4 |      | Азовмаш арена, Маријупољ Судије: Борис Габара, Јургис Лавринавичијус, Марек Малишевски |  |

| 10. март 2012. 18:00 |                                                                                          | Спартак Санкт Петербург | 45 : 50                                                   | Проком | Спортски центар Јубилејни, Санкт Петербург Судије: Срђан Дозаи, Роберт Виклицки, Аре Халико |  |
| 10. март 2012. 18:00 | Четвртине: 6:5, 12:15, 16:14, 11:16                                                      |                         |                                                           |        | Спортски центар Јубилејни, Санкт Петербург Судије: Срђан Дозаи, Роберт Виклицки, Аре Халико |  |
| 10. март 2012. 18:00 | Поени: Анатолиј Каширов 8 Скокови: Лукас Маврокефалидес 10 Асистенције: Јотам Халперин 4 |                         | Џерел Блесингејм Донатас Мотијејунас 9 Џерел Блесингејм 4 |        | Спортски центар Јубилејни, Санкт Петербург Судије: Срђан Дозаи, Роберт Виклицки, Аре Халико |  |

| 13. март 2012. 18:00 |                                                                         | Азовмаш | 85 : 76                                       | Нимбурк | Азовмаш арена, Маријупољ Судије: Мирослав Томов, Генадиј Пономарјов, Алексеј Давидов |  |
| 13. март 2012. 18:00 | Четвртине: 19:15, 18:24, 25:13, 23:24                                   |         |                                               |         | Азовмаш арена, Маријупољ Судије: Мирослав Томов, Генадиј Пономарјов, Алексеј Давидов |  |
| 13. март 2012. 18:00 | Поени: Џо Криспин 22 Скокови: Отело Хантер 11 Асистенције: Џо Криспин 5 |         | Јуџин Лоренс 13 Лукаш Пализа 5 Јуџин Лоренс 4 |         | Азовмаш арена, Маријупољ Судије: Мирослав Томов, Генадиј Пономарјов, Алексеј Давидов |  |

| 13. март 2012. 19:00 |                                                                                        | Спартак Санкт Петербург | 72 : 65                                                           | Лијетувос Ритас | Спортски центар Јубилејни, Санкт Петербург Судије: Иво Долинек, Арнис Озолс, Сергеј Зашчук |  |
| 13. март 2012. 19:00 | Четвртине: 5:16, 12:15, 24:16, 31:18                                                   |                         |                                                                   |                 | Спортски центар Јубилејни, Санкт Петербург Судије: Иво Долинек, Арнис Озолс, Сергеј Зашчук |  |
| 13. март 2012. 19:00 | Поени: Патрик Беверли 16 Скокови: Лукас Маврокефалидес 6 Асистенције: Патрик Беверли 9 |                         | Тајрис Рајс 21 Лоренс Робертс 10 Тајрис Рајс, Лоренс Робертс по 3 |                 | Спортски центар Јубилејни, Санкт Петербург Судије: Иво Долинек, Арнис Озолс, Сергеј Зашчук |  |

| 16. март 2012. 20:00 |                                                                                | ЦСКА | 88 : 73                                                                         | Локомотива Кубањ | Универсални спортски комплекс ЦСКА, Москва Судије: Јакуб Замојски, Сергеј Зашчук, Ингус Бауманис |  |
| 16. март 2012. 20:00 | Четвртине: 24:15, 28:23, 24:13, 12:22                                          |      |                                                                                 |                  | Универсални спортски комплекс ЦСКА, Москва Судије: Јакуб Замојски, Сергеј Зашчук, Ингус Бауманис |  |
| 16. март 2012. 20:00 | Поени: Ненад Крстић 12 Скокови: Милош Теодосић 4 Асистенције: Милош Теодосић 6 |      | Али Траоре, Кеј Си Риверс по 14 Али Траоре, Кеј Си Риверс по 5 Родерик Блекни 4 |                  | Универсални спортски комплекс ЦСКА, Москва Судије: Јакуб Замојски, Сергеј Зашчук, Ингус Бауманис |  |

| 16. март 2012. 19:00 | | Лијетувос Ритас | 112 : 86                                 | Минск-2006 | Сименс арена, Вилњус |  |
| 16. март 2012. 19:00 | Четвртине: 23:21, 28:13, 23:25, 38:27                                                                   |                 |                                          |            | Сименс арена, Вилњус |  |
| 16. март 2012. 19:00 | Поени: Реналдас Сејбутис 20 Скокови: Јонас Валанчјунас 14 Асистенције: Тајрис Рајс, Лоренс Робертс по 6 |                 | Џастин Нокс 18 Џастин Нокс 7 Боби Мајз 8 |            | Сименс арена, Вилњус |  |

| 17. март 2012. 16:00 |                                                                                             | Нимбурк | 86 : 77                                              | Јенисеј | ЧЕЗ Арена, Нимбурк |  |
| 17. март 2012. 16:00 | Четвртине: 29:9, 16:23, 26:21, 15:24                                                        |         |                                                      |         | ЧЕЗ Арена, Нимбурк |  |
| 17. март 2012. 16:00 | Поени: Петр Бенда, Лукаш Пализа по 17 Скокови: Ламајн Вилсон 11 Асистенције: Јуџин Лоренс 8 |         | Брајан Чејс 24 Андреј Трушкин 17 Андреј Комаровски 3 |         | ЧЕЗ Арена, Нимбурк |  |

## Осминафинала
|  | Пласман у четвртфинале |

| Тим #1          | Резултат | Тим#2            | 1. меч [8. април | 2. меч 10. април | 3. меч 11. април* |
| --------------- | -------- | ---------------- | ---------------- | ---------------- | ----------------- |
| Жалгирис        | 0:2      | Локомотива Кубањ | 44:72            | 71:80            |                   |
| Лијетувос Ритас | 2:0      | Нижњи Новгород   | 64:60            | 82:61            |                   |

* 3. меч уколико буде нерешен скор победа.

### Жалгирис — Локомотива Кубањ
| 8. април 2012. 17:00 |                                                                                | Локомотива Кубањ | 72 : 44                                              | Жалгирис | Баскет хол арена, Краснодар Судије: Петри Ментиле, Сергеј Зашчук, Аре Халико |  |
| 8. април 2012. 17:00 | Четвртине: 12:15, 20:8, 22:14, 18:7                                            |                  |                                                      |          | Баскет хол арена, Краснодар Судије: Петри Ментиле, Сергеј Зашчук, Аре Халико |  |
| 8. април 2012. 17:00 | Поени: Кеј Си Риверс 21 Скокови: Кеј Си Риверс 9 Асистенције: Родерик Блекни 5 |                  | Три играча по 7 Паулијус Јанкунас 10 Три играча по 2 |          | Баскет хол арена, Краснодар Судије: Петри Ментиле, Сергеј Зашчук, Аре Халико |  |

| 10. април 2012. 19:15 | | Жалгирис | 71 : 80                                                          | Локомотива Кубањ | Жалгирис арена, Каунас Судије: Сретен Радовић, Оскар Лучис, Мирослав Томов |  |
| 10. април 2012. 19:15 | Четвртине: 17:19, 17:17, 13:19, 24:25                                                                              |          |                                                                  |                  | Жалгирис арена, Каунас Судије: Сретен Радовић, Оскар Лучис, Мирослав Томов |  |
| 10. април 2012. 19:15 | Поени: Мантас Калнијетис 17 Скокови: Мантас Калнијетис, Миндаугас Кузминскас по 7 Асистенције: Мантас Калнијетис 7 |          | Кеј Си Риверс, Џереми Меси по 18 Али Траоре 11 Владо Илијевски 6 |                  | Жалгирис арена, Каунас Судије: Сретен Радовић, Оскар Лучис, Мирослав Томов |  |

Локомотива Кубањ је остварила победу у серији са 2:0.

### Лијетувос Ритас — Нижњи Новгород
| 8. април 2012. 19:10 |                                                                                  | Нижњи Новгород | 60 : 64                                                 | Лијетувос Ритас | Палата спортова Нижњи Новгород, Нижњи Новгород Судије: Срђан Дозаи, Роберт Виклицки, Арнис Озолс |  |
| 8. април 2012. 19:10 | Четвртине: 16:23, 10:11, 18:15, 16:15                                            |                |                                                         |                 | Палата спортова Нижњи Новгород, Нижњи Новгород Судије: Срђан Дозаи, Роберт Виклицки, Арнис Озолс |  |
| 8. април 2012. 19:10 | Поени: Семјон Антонов 18 Скокови: Семјон Антонов 11 Асистенције: Немања Протић 6 |                | Реналдас Сејбутис 14 Јонас Валанчјунас 11 Тајрис Рајс 3 |                 | Палата спортова Нижњи Новгород, Нижњи Новгород Судије: Срђан Дозаи, Роберт Виклицки, Арнис Озолс |  |

| 10. април 2012. 19:00 | | Лијетувос Ритас | 82 : 61                                     | Нижњи Новгород | Сименс арена, Вилњус |  |
| 10. април 2012. 19:00 | Четвртине: 21:16, 22:19, 20:12, 19:14                                                                         |                 |                                             |                | Сименс арена, Вилњус |  |
| 10. април 2012. 19:00 | Поени: Реналдас Сејбутис 17 Скокови: Степонас Бабраускас 7 Асистенције: Степонас Бабраускас, Тајрис Рајс по 2 |                 | Иван Паунић 20 Иван Паунић 6 Иван Савељев 3 |                | Сименс арена, Вилњус |  |

Лијетувос Ритас је остварио победу у серији са 2:0.

## Четвртфинале
|  | Пласман на Фајнал фор |

| Тим #1                  | Резултат | Тим #2           | 1. меч 18. април | 2. меч 20. април | 3. меч 21. април* |
| ----------------------- | -------- | ---------------- | ---------------- | ---------------- | ----------------- |
| Химки                   | 1:2      | Лијетувос Ритас  | 71:82            | 80:62            | 78:103            |
| Спартак Санкт Петербург | 0:2      | Локомотива Кубањ | 57:71            | 60:69            |                   |

* 3. меч уколико буде нерешен скор победа..

### Химки — Лијетувос Ритас
| 18. април 2012. 19:00 |                                                                                            | Лијетувос Ритас | 82 : 71                                            | Химки | Сименс арена, Вилњус |  |
| 18. април 2012. 19:00 | Четвртине: 19:15, 17:20, 25:12, 21:24                                                      |                 |                                                    |       | Сименс арена, Вилњус |  |
| 18. април 2012. 19:00 | Поени: Реналдас Сејбутис 25 Скокови: Миндаугас Кателинас 9 Асистенције: Александар Рашић 7 |                 | Виталиј Фридзон 15 Џеф Адријен 6 Виталиј Фридзон 5 |       | Сименс арена, Вилњус |  |

| 20. април 2012. 19:00 |                                                                       | Химки | 80 : 62                                                                           | Лијетувос Ритас | Спортска дворана Новатор, Химки Судије: Јакуб Замојски, Роберт Виклицки, Борис Габара |  |
| 20. април 2012. 19:00 | Четвртине: 24:22, 24:13, 10:13, 22:14                                 |       |                                                                                   |                 | Спортска дворана Новатор, Химки Судије: Јакуб Замојски, Роберт Виклицки, Борис Габара |  |
| 20. април 2012. 19:00 | Поени: Џеф Адријен 16 Скокови: Џеф Адријен 5 Асистенције: Крис Квин 7 |       | Реналдас Сејбутис 13 Артурас Јомантас 6 Александар Рашић, Предраг Самарџиски по 3 |                 | Спортска дворана Новатор, Химки Судије: Јакуб Замојски, Роберт Виклицки, Борис Габара |  |

| 21. април 2012. 20:30 |                                                                           | Химки | 78 : 103                                                                          | Лијетувос Ритас | Спортска дворана Новатор, Химки Судије: Јакуб Замојски, Петри Ментиле, Иво Долинек |  |
| 21. април 2012. 20:30 | Четвртине: 20:29, 11:22, 29:28, 18:24                                     |       |                                                                                   |                 | Спортска дворана Новатор, Химки Судије: Јакуб Замојски, Петри Ментиле, Иво Долинек |  |
| 21. април 2012. 20:30 | Поени: Егор Вјалцев 12 Скокови: Микаел Желабал 6 Асистенције: Крис Квин 4 |       | Реналдас Сејбутис 24 Јонас Валанчјунас 9 Реналдас Сејбутис, Александар Рашић по 5 |                 | Спортска дворана Новатор, Химки Судије: Јакуб Замојски, Петри Ментиле, Иво Долинек |  |

Лијетувос Ритас је остварио победу у серији са 2:1.

### Спартак Санкт Петербург— Локомотива Кубањ
| 18. април 2012. 19:30 |                                                                                                  | Локомотива Кубањ | 71 : 57                                                                      | Спартак Санкт Петербург | Баскет хол арена, Краснодар Судије: Олег Латишев, Борис Шуљга, Жденко Зубак |  |
| 18. април 2012. 19:30 | Четвртине: 24:17, 22:6, 11:17, 14:17                                                             |                  |                                                                              |                         | Баскет хол арена, Краснодар Судије: Олег Латишев, Борис Шуљга, Жденко Зубак |  |
| 18. април 2012. 19:30 | Поени: Џереми Меси 18 Скокови: Максим Шелекето 9 Асистенције: Родерик Блекни, Кеј Си Риверс по 2 |                  | Владимир Драгичевић, Патрик Беверли по 14 Патрик Беверли 12 Патрик Беверли 3 |                         | Баскет хол арена, Краснодар Судије: Олег Латишев, Борис Шуљга, Жденко Зубак |  |

| 20. април 2012. 19:00 | | Спартак Санкт Петербург | 60 : 69                                                            | Локомотива Кубањ | Спортски центар Јубилејни, Санкт Петербург Судије: Борис Рижик, Петри Ментиле, Иво Долинек |  |
| 20. април 2012. 19:00 | Четвртине: 15:8, 17:23, 11:25, 17:13                                                                           |                         |                                                                    |                  | Спортски центар Јубилејни, Санкт Петербург Судије: Борис Рижик, Петри Ментиле, Иво Долинек |  |
| 20. април 2012. 19:00 | Поени: Владимир Драгичевић 19 Скокови: Владимир Драгичевић 10 Асистенције: Јотам Халперин, Патрик Беверли по 4 |                         | Кеј Си Риверс, Максим Шелекето по 12 Џереми Меси 10 Сергеј Биков 4 |                  | Спортски центар Јубилејни, Санкт Петербург Судије: Борис Рижик, Петри Ментиле, Иво Долинек |  |

Локомотива Кубањ је остварила победу у серији са 2:0.

## Фајнал фор
|  | Полуфинале 2. мај | Полуфинале 2. мај |                      |    | Финале 3. мај | Финале 3. мај |
|  |                   |                   |                      |    |               |               |
|  |                   |                   |                      |    |               |               |
|  |                   |                   |                      |    |               |               |
|  | УНИКС             | 87                |                      |    |               |               |
|  | УНИКС             | 87                |                      |    |               |               |
|  | Локомотива Кубањ  | 86                |                      |    |               |               |
|  | Локомотива Кубањ  | 86                | ЦСКА                 | 74 |               |               |
|  |                   |                   | ЦСКА                 | 74 |               |               |
|  |                   | УНИКС             | 62                   |    |               |               |
|  | ЦСКА              | УНИКС             | 62                   | 79 |               |               |
|  | ЦСКА              |                   |                      | 79 |               |               |
|  | Лијетувос Ритас   | 72                |                      |    |               |               |
|  | Лијетувос Ритас   | 72                | Утакмица за 3. место |    |               |               |
|  |                   |                   |                      |    |               |               |
|  |                   |                   |                      |    |               |               |
|  |                   |                   |                      |    |               |               |
|  | Лијетувос Ритас   | 91                |                      |    |               |               |
|  | Лијетувос Ритас   | 91                |                      |    |               |               |
|  | Локомотива Кубањ  | 83                |                      |    |               |               |

| Првак ВТБ јунајтед лиге 2011/12. |
| -------------------------------- |
| ЦСКА Русија 3. титула            |

### Полуфинале
| 2. мај 2012. 18:00 |                                                                                           | УНИКС | 87 : 86                                           | Локомотива Кубањ | Сименс арена, Вилњус Судије: Срђан Дозаи, Иво Долинек, Јургис Лавринавичијус |  |
| 2. мај 2012. 18:00 | Четвртине: 22:27, 23:16, 17:23, 25:20                                                     |       |                                                   |                  | Сименс арена, Вилњус Судије: Срђан Дозаи, Иво Долинек, Јургис Лавринавичијус |  |
| 2. мај 2012. 18:00 | Поени: Хенри Домеркант 30 Скокови: Владимир Веременко 7 Асистенције: Владимир Веременко 5 |       | Родерик Блекни 22 Максим Шелекето 6 Џереми Меси 5 |                  | Сименс арена, Вилњус Судије: Срђан Дозаи, Иво Долинек, Јургис Лавринавичијус |  |

| 2. мај 2012. 21:00 |                                                                                       | ЦСКА | 79 : 72                                              | Лијетувос Ритас | Сименс арена, Вилњус Судије: Оскар Лефверт, Јакуб Замојски, Борис Рижик |  |
| 2. мај 2012. 21:00 | Четвртине: 22:20, 19:18, 14:14, 24:20                                                 |      |                                                      |                 | Сименс арена, Вилњус Судије: Оскар Лефверт, Јакуб Замојски, Борис Рижик |  |
| 2. мај 2012. 21:00 | Поени: Андреј Кириленко 19 Скокови: Андреј Воронцевич 8 Асистенције: Милош Теодосић 7 |      | Александар Рашић 16 Лоренс Робертс 6 Пет играча по 2 |                 | Сименс арена, Вилњус Судије: Оскар Лефверт, Јакуб Замојски, Борис Рижик |  |

### Утакмица за 3. место
| 3. мај 2012. 18:00 |                                                                                       | Лијетувос Ритас | 91 : 83                                            | Локомотива Кубањ | Сименс арена, Вилњус Судије: Иво Долинек, Борис Рижик, Срђан Дозаи |  |
| 3. мај 2012. 18:00 | Четвртине: 29:26, 18:10, 20:11, 24:36                                                 |                 |                                                    |                  | Сименс арена, Вилњус Судије: Иво Долинек, Борис Рижик, Срђан Дозаи |  |
| 3. мај 2012. 18:00 | Поени: Јонас Валанчјунас 15 Скокови: Миндаугас Кателинас 8 Асистенције: Тајрис Рајс 6 |                 | Џереми Меси 22 Максим Шелекето 6 Лајонел Чалмерс 4 |                  | Сименс арена, Вилњус Судије: Иво Долинек, Борис Рижик, Срђан Дозаи |  |

### Финале
| 3. мај 2012 21:00 |                                                                                        | ЦСКА | 74 : 62                                | УНИКС | Сименс арена, Вилњус Судије: Оскар Лефверт, Јакуб Замојски, Арнис Озолс |  |
| 3. мај 2012 21:00 | Четвртине: 22:15, 18:22, 13:12, 21:13                                                  |      |                                        |       | Сименс арена, Вилњус Судије: Оскар Лефверт, Јакуб Замојски, Арнис Озолс |  |
| 3. мај 2012 21:00 | Поени: Дарјуш Лавринович 15 Скокови: Андреј Воронцевич 9 Асистенције: Милош Теодосић 4 |      | Лин Грир 14 Нејтан Џавај 13 Лин Грир 4 |       | Сименс арена, Вилњус Судије: Оскар Лефверт, Јакуб Замојски, Арнис Озолс |  |

## Појединачне награде

### Најкориснији играч месеца (МВП месеца)
| Месец         | Играч              | Екипа            | Извор |
| ------------- | ------------------ | ---------------- | ----- |
| Октобар 2011  | Патрик Беверли     | Спартак          | [ 1 ] |
| Новембар 2011 | Рол Маршал         | Астана           | [ 2 ] |
| Децембар 2011 | Честер Симонс      | Нимбурк          | [ 3 ] |
| Јануар 2012   | Михал Игнерски     | Нижњи Новгород   | [ 4 ] |
| Фебруар 2012  | Јонас Валанчјунас  | Лијетувос Ритас  | [ 5 ] |
| Март 2012     | Владимир Веременко | УНИКС            | [ 6 ] |
| Април 2012    | Џеремаја Мејси     | Локомотива Кубањ | [ 7 ] |

### Најбоља петорка регуралног дела сезоне
| Позиция    | Игрок            | Команда                 | Ссылка |
| ---------- | ---------------- | ----------------------- | ------ |
| Плејмејкер | Патрик Беверли   | Спартак Санкт Петербург | [ 8 ]  |
| Бек        | Хенри Домеркант  | УНИКС                   | [ 8 ]  |
| Крило      | Андреј Кириленко | ЦСКА                    | [ 8 ]  |
| Крило      | Крешимир Лончар  | Химки                   | [ 8 ]  |
| Центар     | Јонас Валанчюнас | Лијетувос Ритас         | [ 8 ]  |

### Најбоља петорка фајнал фора
| Позиција      | Играч             | Екипа            | Извор |
| ------------- | ----------------- | ---------------- | ----- |
| Бек           | Кеј Си Риверс     | Локомотива Кубањ | [ 9 ] |
| Бек           | Хенри Домеркант   | УНИКС            | [ 9 ] |
| Крило         | Андреј Кириленко  | ЦСКА             | [ 9 ] |
| Крилни центар | Дарјуш Лавринович | ЦСКА             | [ 9 ] |
| Центар        | Јонас Валанчјунас | Лијетувос Ритас  | [ 9 ] |